# 鳳神ヤツルギ
『鳳神ヤツルギ』（ほうじんヤツルギ）は、千葉テレビ放送（チバテレ）で放送されている、千葉県木更津市を舞台とした特撮テレビドラマ作品でありチバテレは制作協力で参加、木更津市のご当地ヒーローでもある。キャッチコピーは「見せてやるぜ! 俺の木更津スピリット!!」。
本稿では、以下の作品に関して説明する（以下、放送期間・放送日は特記のない限りチバテレでのもの）。
- 『鳳神ヤツルギ』- 2011年4月2日から6月18日まで、毎週土曜7:30 - 8:00に放送。
- 『鳳神ヤツルギ2』- 2012年1月7日から3月24日まで、毎週土曜7:30 - 8:00に放送。前作からキャストや設定を引き継いでいる。
- 『鳳神ヤツルギ3』- 2012年10月6日から12月29日まで第1期、2013年4月13日から6月29日まで第2期、同年10月12日から2014年3月29日まで第3期が、毎週土曜7:30 -7:45に15分番組に短縮して放送。
- 『鳳神ヤツルギ4』- 2014年10月4日から12月20日まで、毎週土曜7:30 - 8:00に放送。再度30分番組に戻る。
- 『鳳神ヤツルギ5』- 2015年10月3日から12月19日まで、毎週土曜7:30 - 8:00に放送。前作からキャストや設定を引き継いでいる。
- 『鳳神ヤツルギ6』- 2016年10月1日から12月24日まで、毎週土曜7:30 - 7:45に放送。再度、15分番組に短縮して放送。
- 『鳳神ヤツルギ7』- 2017年10月7日から12月30日まで、毎週土曜7:30 - 7:45に放送。前作からキャストや設定を引き継いでいる。
- 『鳳神ヤツルギ8』- 2018年10月6日から12月29日まで、毎週土曜7:30 - 7:45にて放送。
- 『鳳神ヤツルギ9』- 2020年3月7日から4月25日まで、毎週土曜7:30 - 8:00にて放送されている「ヤツルギステーション!」内にて放送。
- 『鳳神ヤツルギ10』- 2021年10月2日から12月18日まで、毎週土曜7:30 - 8:00にて放送されている「ヤツルギステーション!」内にて放送。本作品はシーズン1の設定、世界観を一部変更したリメイクとなっている。
- 『鳳神ヤツルギ11』- 2023年11月4日から12月23日まで毎週土曜7:30 - 8:00にて放送されている「ヤツルギステーション!」内にて放送。
- 『超電光スパークルZ』（ちょうでんこうスパークルゼット） - 2016年2月6日から4月30日まで、毎週土曜7:30 - 7:45に放送された特撮テレビドラマで、『鳳神ヤツルギ』のスピンオフ作品。木更津市内にある「スパークルシティ木更津」のキャラクターであり、『鳳神ヤツルギ』がテレビ番組として放送されている世界が舞台。2016年7月2日から7月30日は続編の『超電光スパークルZ 木更津アサリ姫伝説』（ちょうでんこうスパークルゼット きさらづアサリひめでんせつ）を放送。
- 『ヤツルギ魂』（ヤツルギだましい）- 派生作品の1つ。2011年10月9日から2012年3月25日まで、毎週日曜7:30 - 7:45に放送された子供番組。ファンクラブの名称でもあり、2014年以降は従来の「鳳神ヤツルギ製作委員会」から組織自体が「株式会社ヤツルギ魂」に改組されている。
- 『ヤツルギステーション!』 - 派生作品の1つ。上記『鳳神ヤツルギ』の本編放送がないシーズンの穴埋めで放送される子供番組。後述のとおり、ヤツルギの関連作品や、ヤツルギ魂が制作する特撮作品・子供番組の放送枠としても機能している。

この他、スピンオフDVD作品がいくつか制作されており、これらについても本稿で記載する。

## 概要

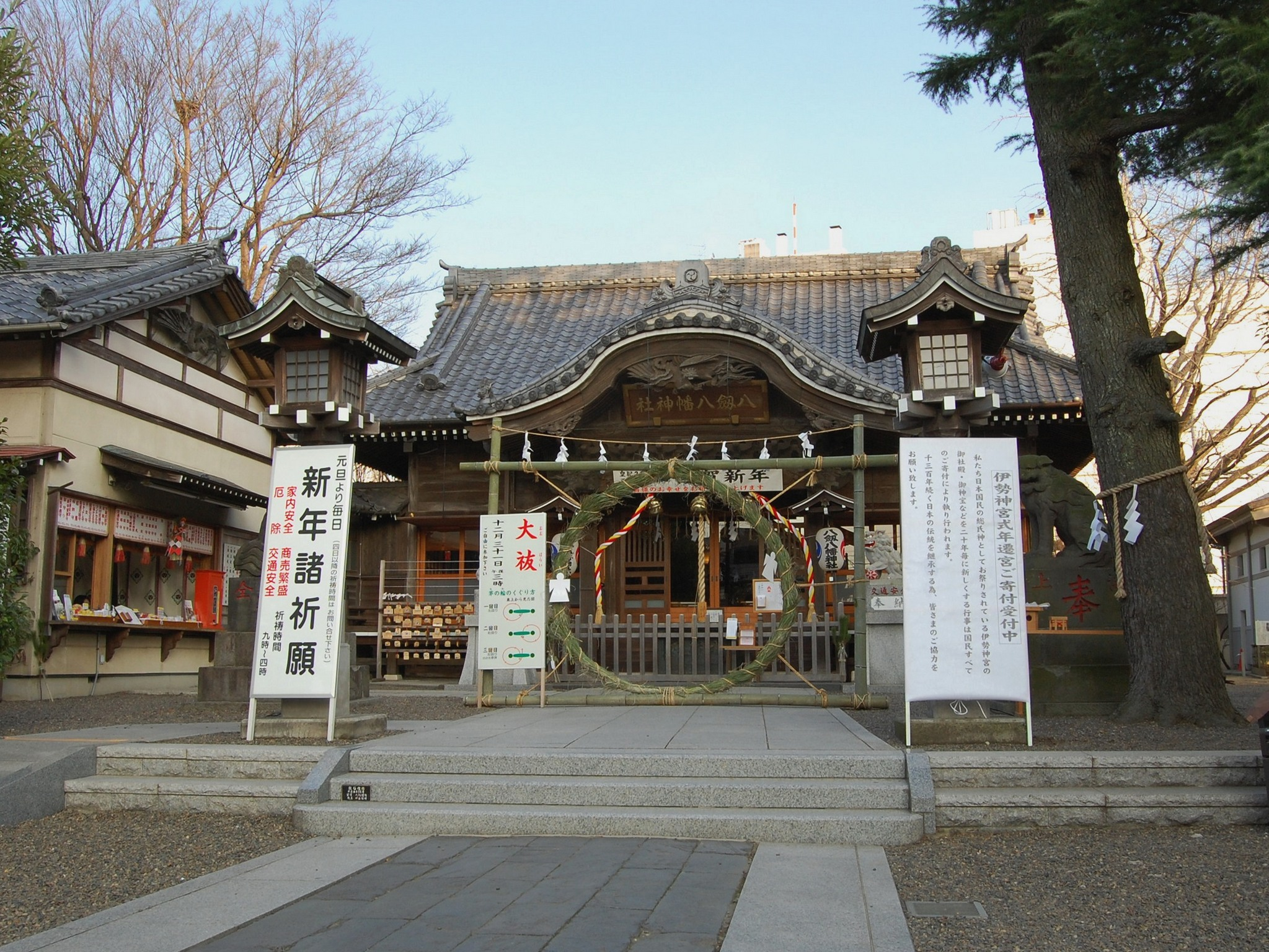
八剱八幡神社

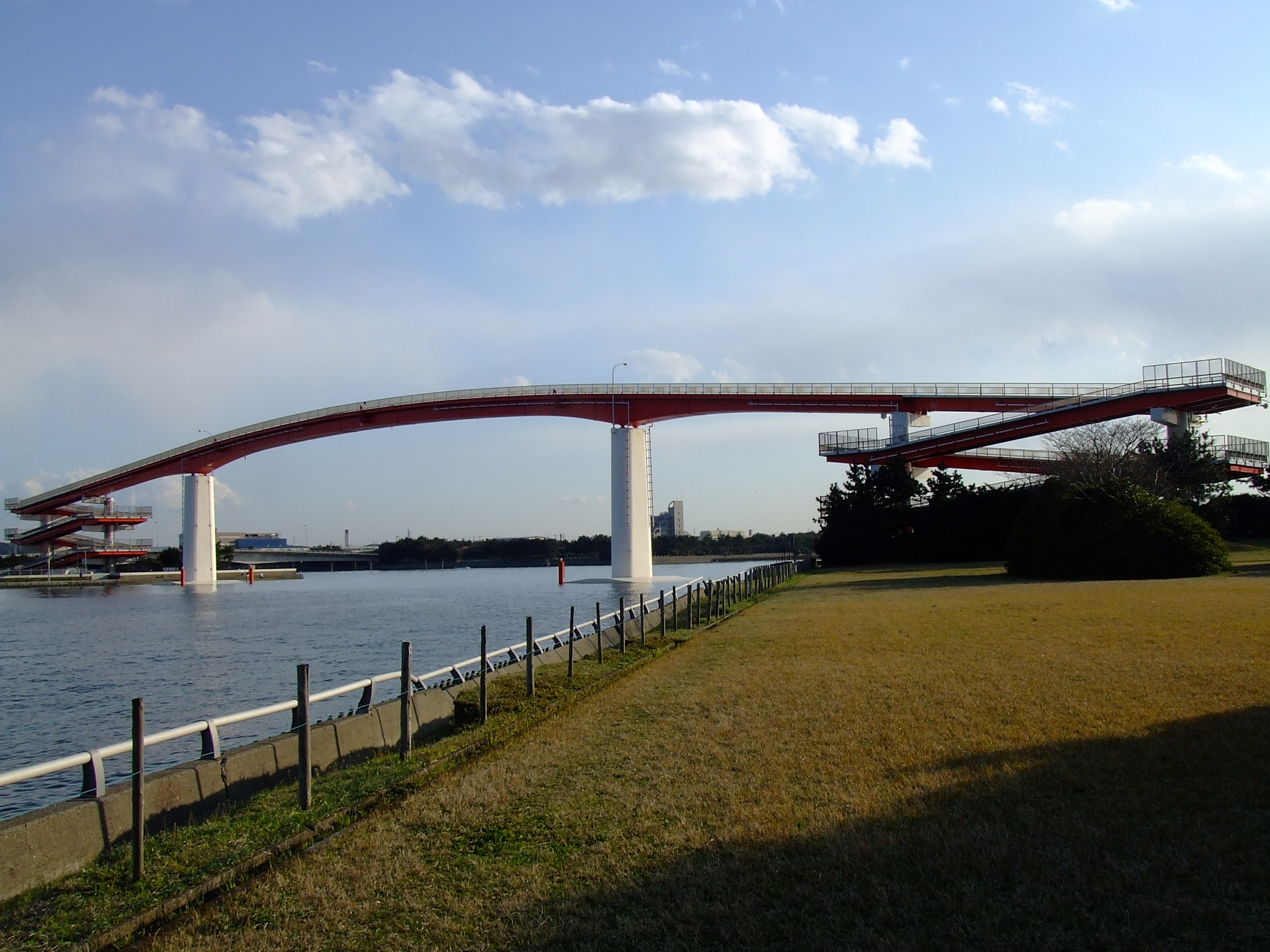
主要ロケ地のひとつである中の島

ご当地ヒーローであるヤツルギをメインにした特撮作品。名前の由来は八剱八幡神社から付けられている。千葉県木更津市を舞台とし、中の島大橋、太田山公園などでロケが行われており、木更津市からも正式にご当地ヒーローとして認定されている。撮影も木更津市内で行われた。
木更津でのヒーローショーも積極的に行っており、東北地方太平洋沖地震（東日本大震災）ではチャリティーも行われた。2011年4月にはヒーローショーを行っている『龍宮城スパホテル三日月』のCMにも出演。2011年5月11日にはヒーローショーのアクションアクターを育成する無料講習『ヤツルギアクションクラブ』を開設、2011年7月1日には有料の公式ファンクラブ『ヤツルギ魂』も開設。2011年12月10日よりフリーペーパー『鳳神ヤツルギ新聞』（月1回、第2土曜日発行）を発行開始。一方で、制作会社であるヤツルギ魂によると、『鳳神ヤツルギ』のドラマ自体が「海底帝国ザブーン」と戦う海を舞台とした作品であるため、津波を想像させるなどの理由から一時は放送中止も検討されていたが、千葉テレビの要請で一部内容を修正したうえで予定どおり2011年4月より放送し、現在に至っている。
本作は制作及び情報公開が早く初期には放映開始の月に次のシーズン制作を公表、終了のタイミングに放映時期発表、翌月に撮影開始という形をとっている。この特徴を物語る点として、以下の事柄も挙げられる。
- 第1シーズン中は公式サイトに何話も先の予告文章がアップされていた。
- 第2シーズン放映中の2012年1月28日には『鳳神ヤツルギ3』キャスト公開オーディションが行われた。
- 第2シーズンのDVDは、後半のエピソードがチバテレの放映よりも先にリリースされるほどのハイペースだった。
- 第3シーズンも1クール目は同様にDVDリリースのほうがチバテレの放映よりも先に視聴できるケースが存在し、2クール目は放送の休止中も継続してDVDが毎月リリースされていた。
- 第5シーズンの最終回に登場したバーニングヤツルギの情報が、放送前に発行された『鳳神ヤツルギ新聞』第49号にて掲載されていた。

## あらすじ

### 『鳳神ヤツルギ』
八剱神社にある八振の剱の封印が解け、20年ぶりに海底帝国ザブーンが復活してしまった。不思議な石を拾った大和タケルはヤツルギとなり、木更津の平和と封印の剱を巡ってザブーンと戦いを繰り広げる。

### 『鳳神ヤツルギ2』
ザブーンを封印してから半年後。平和になったはずの木更津に、2000年の封印から解き放たれた地底帝国アングラーが地上侵攻を開始する。ヤツルギの力を取り戻したタケルが立ち向かうも、ザブーンを遥かに上回るアングラーの前に全く歯が立たない。時を同じくして剱の封印も解けてしまい、ザブーンが再度姿を現す。

### 『鳳神ヤツルギ3』
木更津の八剱神社に住む青年、大和タケルはロックバンドでメジャーデビューを目指していた。その裏では、正義の戦士・鳳神ヤツルギとして、人々を苦しめる妖怪たちと日夜戦っていた。そんな中、ヤツルギを危険視し始めた妖怪軍団の幹部、鬼丸と罰天狗は、人々によって不遇な扱いを受け、怨念を持った日用品などから妖怪を作りだし暴れさせる。
彼らの首領、伽狐姫はその中で『奇跡の種』と呼ばれているものを探しているようで…。

### 『鳳神ヤツルギ4』
神話の時代に正義の神々に封印された悪の組織、恐怪帝国が現代に復活。木更津を中心とする上総地域の支配に乗り出した。海上保安所に勤める地元を愛する青年・大和タケルは金色の戦士、鳳神ヤツルギとなりみんなの笑顔と平和を守るために、仲間たちと戦う。

### 『鳳神ヤツルギ5』
タケルたちの活躍によって滅んだはずの恐怪帝国が復活した。ヤジューロウたち三幹部は、ちょっと間抜けな新幹部を仲間に加え、皇帝・ディスカードの復活を企む。一方、その動きに気づいたタケル、マリ、カイトは、野望を阻止するため、再び鳳神ヤツルギ、天神キサラ、哮神ガイオンになり立ち向かう。そんななか、恐怪帝国とは別の敵の影が。今、木更津の地で熱い戦いが始まる！

### 『超電光スパークルZ』
『鳳神ヤツルギ』（初期）のテレビ番組の中から、悪の組織・海底帝国ザブーンが現実世界へ飛び出して来てしまった。木更津市役所の「なんでもやる課」の三人が「超電光スパークルZ」として、木更津に再び平和を取り戻すために戦う。

### 『鳳神ヤツルギ6』
平和で人々が楽しく暮らす千葉県木更津。しかしある日、極悪結社ゼッツボーンが現れ、人々に絶望と恐怖をふりまき始めた。

### 『鳳神ヤツルギ7』
ゼッツボーンが消えて平和が戻った木更津の町。大和タケルは八剱神社の巫女・橘マリやヒメ、ライバルの獅子堂トウマたちとのんびり過ごしていた。
しかし状況は一変、極悪結社ゼッツボーンは復活し、なぜかDr.ハブルにトウマの叔父である、カイトがついていってしまう。

### 『鳳神ヤツルギ8』
八釼神社で働きながらも動画投稿を行っている大和タケル、そして保育士の橘マリ、IT企業の御曹司、獅子堂カイト。
彼らの前に野菜の国・『べじわーるど』から野菜の妖精たちが現れる。トマ太郎は悪の集団・ザンパーから奇跡の種・『ゴールデンベジシード』を守るため人間界にやってきたのだ。

### 『鳳神ヤツルギ9』
おもちゃ愛ゼロのおもちゃ会社の営業マン・大和たけるが知り合いのフウカと一緒にいたところ、謎の怪人たちに遭遇する。それは人間に捨てられたおもちゃたちの怨みから生まれたボウガングだった。襲い掛かるボウガングの怪人から人間を守るため、神の使いであるチビキサラからヤツルギに変身する能力をもらい戦うたける。たけるがピンチの時、ヤマトタケル人形が輝きだす！

### 『鳳神ヤツルギ10』
海をこよなく愛する青年「大和タケル」は、清掃ボランティア団体の木更津支部代表とし日々清掃活動に勤しんでいた。そこへ、300年の眠りから覚めた海底帝国ザブーンが「キングオーガ」復活のために人々を襲い始める！みんなを守りたいと強く願うタケルは、伝説の戦士「ヤツルギ」へと変身し、海底帝国ザブーンと戦うことを決意する。

### 『鳳神ヤツルギ11』
サッカーチーム『房総ローヴァーズ』のキャプテン『大和タケル』は、かつて木更津の平和を守ってきた正義のヒーロー『鳳神ヤツルギ』のように、房総ローヴァーズを木更津中に愛される最高のチームにすることを目指していた。そんなある日、チームメイトの『獅子堂カイト』やマネージャーの『橘マリ』、モデル兼応援団長の『きゃすみる』やマスコット的存在の『ヒメ』達とサッカーの練習をしていると、『NEO悪役党』と名乗る悪の組織が現れた。カイトときゃすみるは、極秘で開発したパワードスーツで変身をして悪に立ち向かう中、傷つきながらも悪に何度も立ち向かうタケルにも奇跡が起こる。木更津の平和を願うタケルの心が、新たな正義のヒーロー『鳳神ヤツルギ』を誕生させた。最高のサッカーチームとして、最高の正義のヒーローとして成長していく者たちの物語が今始まる―。

## 登場人物
タケル（ヤツルギ）、マリ（キサラ）、カイト（ガイオン）の三人は、シーズンと世界観が変わる毎に同姓同名（シーズンによって名字や仮名が異なる場合もあるが、それらも含める）の複数のキャラクターが存在するが、演じる役者とキャラクターそのものが違うため、便宜上○代目〜（○には数字が入る）と呼称する。
例外として新田匡章演じるカイトに関しては、複数の世界観に存在し、各世界観において少々キャラクターの設定が異なるが、役者が続投のため一貫して初代と呼称する。

### メインキャラクター（シーズン1・2）
大和 タケル（やまと タケル）（初代）
木更津の若手漁師。水揚げ中に見つけた石によって、ヤツルギ（初代）に変身する。
気さくで明るく、調子に乗りやすい単純な性格。一方でマリや木更津の人々が危険な目にあわないよう、単独で戦おうとするなど一人で背負い込んでしまう一面も。朝は寝坊しがちで、昼食は四人前ほども食べる大食漢。親指を立て、人差し指と中指を伸ばした右手を振る決めポーズを持つ。
サブーン封印と共にヤツルギの力を失ったが、地底帝国アングラーとの対決に再度力を取り戻す。
橘 マリ（たちばな マリ）（初代）
タケルの幼馴染で、八剱神社の巫女。中盤に神社の蔵で石を見つけ、キサラ（初代）に変身する。
タケルの能天気な発言にツッコむ、寝坊しているところを叩き起こすなど、普段は尻に敷いているしっかり者。しかし、心の中では女の子らしくタケルに想いを寄せている。
ザブーン封印後は看護師学校に通う。アングラーとの闘いが激しくなる中、彼女もまたキサラの力を取り戻す。
橘 カズ（たちばな カズ）
マリの弟で小学生。好奇心旺盛で、タケルを兄のように慕っている。クラスメイトの歩美のことが好き。
橘 元治（たちばな げんじ）
マリの祖父。八剱神社の宮司であり、ヤツルギの伝承について詳しい。高い剣術の腕を持ち、カズや鳳凰剣を得たタケルに稽古をつける。
再び剱の封印が解けた際、ショックで倒れてしまう。
草薙 靭（くさなぎ じん）
マリがバイトしている「ソフト屋じんちゃん」の店長。先代ヤツルギであった。
親身になってタケルやマリの相談に乗ったり、ザブーンとの戦いに役立つ文献を必死で探す縁の下の力持ち。女性にモテないのが悩みらしい。
ザブーン封印後はカレーショップを開店、恵美たちバイトの女性陣にメイド服を着させている。
タヌキたち
町のシンボルである、タヌキの石像やオブジェ。ヤツルギやキサラの力を持つ者に語りかけ、封印の剣やザブーンの情報を教えてくれる。
アングラー侵攻の際にも何体か映り込んでいるが、一言も発言していない。
天海 恵美（あまみ めぐみ）
『鳳神ヤツルギ2』より登場。マリの後輩に当たる。その正体は太古より大地を安定させている御柱の守護にして、地底帝国アングラーの秘密を知る巫女。
バリアや感応能力など様々な超能力に加え、古文書の解読でもタケルたちをサポートする。
天海 歩美（あまみ あゆみ）
『鳳神ヤツルギ2』より登場。恵美の妹で、彼女も強い霊感を持つ。クラスメートであるカズのことは満更でもない様子。
穂積 武彦
『鳳神ヤツルギ外伝 天神キサラ』登場。平行世界の木更津でマリが出会った花屋の青年。
穂積 天音
『鳳神ヤツルギ外伝 天神キサラ』登場。武彦の妹。

### メインキャラクター（シーズン3）
大和 タケル（やまと タケル）（2代目）
ヤツルギ（2代目）に変身する金髪と赤いレザージャケットがトレードマークの主人公。木更津生まれで路上ライブをしながらバンド・『フェニックス』でメジャーデビューを目差している。根は真面目だが、頭を使うことは苦手で、直感で行動するタイプ。
大和 マリ（やまと マリ）（2代目）
キサラ（2代目）に変身するタケルの妹。時折暴走しがちな兄を監視するためにバンドに参加している。タケルのことは『兄貴』と呼ぶが、第13話でのタケルの台詞によれば昔は『お兄ちゃん』と呼んでいたらしい。
第29話で修行の旅に出たが、最終話になってもその姿を見せることはなかった。
獅子堂 カイト（ししどう カイト）（初代）
タケルの幼馴染でバンドメンバー。
ヤツルギとなって戦うタケルの姿に触発され、資産家だった父の遺産をつぎ込み、哮神ガイオンを開発し、自ら装着（初代）。
初期のころはタケルやマリには正体を隠しており、謎の助っ人ヒーローとしてサポートするもかえでには早い段階で気付かれていた。変身前も通信教育で習っていた空手で戦う。
ヤツルギがパワーアップするにつれ、タケルに嫉妬心を抱く面もある。
かえでに好意を寄せている。
- 演ずる新田はガイオンのスーツアクターも務めている。

橘 かえで（たちばな かえで）
タケルとマリの従姉妹で八剱神社の巫女。強力な霊力を内に秘めている霊能者で、超常的な力でドローンと戦うこともあるが疲労に体が追いつかなくなってしまう。
姉御肌で上から口調なところがあり、やんちゃなタケルへは厳しい態度を見せているが、心の奥底では彼らを見守る優しさも秘めている。
基本的にいつも巫女の姿でしか登場しないが、一度だけパンクロック調の格好をしたことがある。
本来ならヤツルギやキサラに自分がなって戦うべきだったと思っているが、その素質が無かったためサポート役に徹するがアクションショーで1度だけキサラに変身したことがある。
リチャード 猪熊（リチャード いのくま）
カイトの執事。先代のカイトの父親が社長のころから献身的に主人を支えるが、時に厳しくカイトを叱咤激励する。
鏡護 未来（かがもり みらい）
妖怪を引き寄せてしまう気を発する少女。両親の希望で結界が張られている八剱神社に預けられ、かえでに作ってもらったペンダントの効力で神社の外でも妖怪につけ狙われないようになる。
終盤でペンダントが壊れてしまったことで、「奇跡の種」と呼ばれる妖怪の王を復活させる鍵となる存在だったことが判明する。
カイトに好意を寄せている。
御童 はがね（みどう はがね）
『鳳神ヤツルギ3外伝 哮神ガイオン』登場。ガイオンスーツのベースを開発した科学者。
獅子堂 アイ（ししどう アイ）
『鳳神ヤツルギ3外伝 哮神ガイオン』登場。カイトの妹を名乗るがその正体は…。
黒姫 マモル
『鳳神ヤツルギ3外伝 姫龍神ドライザー』に登場。
七海 碧生（ななみ あおい）
『鳳神ヤツルギ3外伝 閃神エルナ』にて初登場。その後、本編にも出演。獅子堂重工の研究員で、海外で深海開発用スーツの研究をしていたが、突如日本に帰国してきた。クールで冷静な性格。目的のためには手段を選ばない。

### メインキャラクター（シーズン4・5）
大和 タケル（やまと タケル）（3代目）
ヤツルギ（3代目）に変身する木更津海上保安署の保安官。正義感あふれる性格で困っている人を放っておけない。
マリの手作り弁当を気に入っており、その理由は本人曰く飯代が浮くから。
海保としての業務では自転車で外回りを積極的に行ったりしているが、デスクワークは苦手のようで居眠りしていることも多い。
『5』の終盤ではヤツルギシャドウ、バーニングヤツルギへとパワーアップを果たす。
橘 マリ（たちばな マリ）（3代目）
キサラ（3代目）に変身するタケルの幼馴染。無茶をするタケルのストッパー役を担いながらも彼のことを一番に心配している。
タケルがヤツルギとして戦い始めてからも自分は戦いに参加するのをためらっていたが、タケルの頑張りを見てキサラとして戦う決意を固める。
キサラになってからは、八剱神社で修行に励むようになる。
- シーズン4・5でマリを演ずる辻は、キサラのスーツアクターも務めている。

獅子堂 カイト（ししどう カイト）（初代）
ガイオン（初代）に変身する獅子堂重工の御曹司。タケル・マリとは学生時代の同級生である青年。
以前の世界観と異なり、タケルと仲良しというわけではなくライバルのような関係。
『5』の中盤、ブラックガイオンによりガイオンが破壊されたため、ライトニングガイオン（初代）へとパワーアップを果たす。
- シーズン3と同様に新田が演じている。

七海 碧生（ななみ あおい）
エルナに変身する、カイトの同僚である女性研究員。
穂積 太郎（ほづみ たろう）
カイトと共に強化防護服の開発をしている獅子堂重工の研究員。
科学者としての才能に目をつけた恐怪帝国に誘拐され、彼らのテクノロジー復活に利用されてしまう。
穂積 ヒメ（ほづみ ヒメ）
穂積太郎の一人娘。黒ヤツルギによって昏睡状態にさせられたマリからキサラの力を受け継ぎ、一時的にミニキサラ（初代）となることができる。
- 演じる辻加純はミニキサラのスーツアクターも務めている。

大碓 マコト（おおうす マコト）
八剱神社の神主。タケルとマリにヤツルギとキサラとなって戦うように依頼した人物。
神社にある古文書から恐怪帝国との戦いのヒントを読み解き、彼らの封印に5つの宝玉が必要だと語る。
『5』ではヒメにミニキサラ用の指輪を渡し、タケルには三鳳凰の伝承を伝えバーニングヤツルギになるヒントを与えた。
姫川 レイジ（ひめかわ レイジ）
ブラックガイオン（初代）に変身する青年。
父親がガイオンスーツの制作に携わっており、獅子堂重工から解雇されたことからカイトに恨みを抱いており、ガイオンを倒すことに執拗にこだわる。
実は父親が解雇された本当の理由は、他企業に技術の横流しをしようとしていたからであり、それを知ってからは和解。タケルやカイトたちと共に戦う仲間になる。獅子堂重工と契約し、カイトとどちらが強いガイオンスーツを作れるか競い合う間柄になる。
キャサリン
なぜかレイジと共に行動する妖精。ロリータ系の服と、会話の中に英語を混ぜるのが特徴。ウインクをするだけで相手の動きを止めたり、カードの模様を全て同じにするなど不思議な力を持っている。『超電光スパークルZ』内にも登場。
ポコリン
キャサリン同様にレイジと共に行動するタヌキの精霊。語尾に『ポコ』をつけたり、お腹をポコポコと叩くのが特徴。『超電光スパークルZ』内にも登場。
馬来田 巴（まくた ともえ）
獅子堂重工の研究員。
武田 ゆき（たけだ ゆき）
獅子堂重工の研究員。

### メインキャラクター（超電光スパークルZ）
高城 ミズキ
木更津市役所何でもやる課課長。スパークルアクアに変身する。仕事第一でどんな相手にも敬語で話すまじめな性格。深海獣との戦いを公務と称し、ヒーロー番組と結びつける綾陽に手を焼いている。
君嶋 綾陽
なんでもやる課に異動になった新人。スパークルファイアに変身する。本人はひた隠しにしているが大の特撮オタク。特に鳳神ヤツルギマニアで彼女のヒーロー知識は深海獣との戦いで役に立つこともある。ヤツルギのことを『ヤツルギ様』と呼び、共闘した際のアクシデントも『ファンサービス』と大いに喜んでいた。
小暮 トシヤ
綾陽のいとこで小学生。スパークルリーフに変身する。控えめで争いを好まない性格のため、スパークルリーフに変身することを躊躇う。敵側にいるコアクマリンのことが好きなため、ちょっと悩んでいる。
- トシヤ役の藤森は変身後のスーツアクターも務めている。

ファンガーク
鳳神ヤツルギに登場する海底帝国ザブーンの幹部。
アクマリン
鳳神ヤツルギに登場する海底帝国ザブーンの幹部。
コアクマリン
番組制作会社の都合でお蔵入りになった子供幹部。存在はあまり知られていない幻のレアキャラ。トシヤに好意を抱いており、彼がスパークルリーフに変身すると知った際にも『これで毎日会える』とポジティブにとらえていた。
キャサリン
鳳神ヤツルギ4・5に登場する妖精。深海獣たちから木更津を守るためミズキたちに風水の力を利用した『ZETシステム』を託した張本人。おにぎり屋の従業員として働き、ミズキに深海獣の位置情報を教えていた。当初はミズキだけに正体を明かしていたが、綾陽が見抜いたことで自分もテレビから出てきたことを明かす。
ポコリン
鳳神ヤツルギ4・5に登場する、キャサリンと行動を共にしているタヌキの精霊。ミズキたちに合体技を伝授しようとしたが、深海獣が現れたことにより伝授できなかった。

### 超電光スパークルZ 木更津アサリ姫伝説
アサリ姫
潮干狩りをつかさどるアサリの精霊。
覇海神から逃げるため大きなアサリに化けていたところを、綾陽につつかれたことで正体を明かしてしまう。
覇海神
アサリ姫を狙う今作の敵キャラクター。海を汚す人間たちに捨てられたゴミを纏った海の神。

### メインキャラクター（シーズン6・7）
大和 タケル（やまと タケル）（4代目）
両親の都合で八剱神社に住むことになったヤツルギ（4代目）に変身する主人公。普段は高校生で、昭和の不良っぽい長ランとボンタンを着ているため周囲からは不良と言われるが、本人曰くみんなを守る木更津の番長を自称しており、誰よりも熱い心を持っている。
子供のころ、あるヒーローに命を救われ、彼から与えられた言葉を胸に前に進んでいる。
シーズン7において、マリに関する事件から、グレンカムイヤツルギとして覚醒。
橘 マリ（たちばな マリ）（4代目）
キサラ（4代目）に変身する八剱神社に住む巫女で、普段は高校生。明るくまっすぐな性格。タケルのことを最初は認めていなかったが、ともに戦ううちに助け合うようになる。
シーズン7の第3話では、ヤツルギに変身できなくなったタケルを庇い、危険な技であるデディケイト・アライブを使い意識を失ってしまう。
その後、仲間の想いを受けてパワーアップ、シルフィーキサラとして覚醒する。
獅子堂 トウマ（ししどう トウマ）
獅子堂カイトの甥。ライトニングガイオン（2代目）を受け継ぐ。タケルとは同じ学校に通う幼馴染でライバル。自分のことをモテ男子と勘違いしているキザな一面がある。
スマッシュに敗北したあと戦意喪失していたが、カイトの叱責で立ち直った。何度もマリに熱烈なアプローチを繰り返しているが、すべて失敗に終わっている。
久遠 ケンジ（くおん ケンジ）
カイトの助手を務める若き研究員でブラックガイオン（2代目）に変身する。真面目な性格。マリに一目ぼれし、タケルやトウマをライバル視する。
橘 ヒメ（たちばな ヒメ）
マリの妹でミニキサラ（2代目）に変身する。頭もよく、年上なタケルたちにも冷静なツッコミを入れられるほど大人な一面を持っている。
- シーズン4、5同様に辻加純が演ずる。

獅子堂 カイト（ししどう カイト）（初代）
獅子堂重工の若き社長で初代ガイオン。長年木更津の平和を守っていたがその役目をトウマに託した。
シーズン7ではDr.ハブルこと羽生シュウジのもとへ自ら向かい、ゼッツボーンの怪人を生み出す装置をさらに強化する。
その後は自らもシャドウハウンドになり、ヤツルギたちに襲い掛かるが、トウマたちの諦めない心に突き動かされ、哮神ガイオンへと復帰した。
- シーズン3、4、5同様に新田が演ずる。

ホープくん
獅子堂重工に開発された人工知能を持つロボット。プライドが高い性格なのかホープくんと呼ばれるのを好まず『ホープくん様』と呼ばせる。
リトルヤツルギ団
木更津の勇気と元気をもつ子供たちによって結成されたチーム。街をパトロールしており、腕には通信機をつけている。
大和 タケル（やまと タケル）（2代目）
第11話の終盤から登場。別世界のヤツルギのピンチに駆け付けた。
大和 タケル（やまと タケル）（3代目）
第11話の終盤から登場。2代目のタケル同様に、4代目ヤツルギのピンチに駆けつける。
羽生 シュウジ（はぶ シュウジ）
10年前、木更津の地で戦っていたヒーロー、電装マデラス。Dr.ハブルの過去の姿。
助手であった獅子堂カイトと共に人々の平和を守り続けていたが…。

### メインキャラクター（シーズン8）
大和 タケル（やまと タケル）（5代目）
本作品の主人公。八剱八幡神社で働きながら自分の動画チャンネルでチャレンジ動画を配信している青年。一人称は「俺」。明るくお気楽な性格ではあるが正義感が強く、弱い者に対して優しい心を持ち、いざという時を己を犠牲にしてまで守ろうとする勇敢な一面もあるが、どこか頼りないところもありそれをベティに利用されかけたこともある。普通の人間には見えないトマ太郎たちが見えており、彼らと出会ったことがきっかけでヤツルギ（5代目）に変身できるようになった。トマトが苦手で、チャレンジ動画でも度々チャレンジするものの、結局食べられないことが多い。他にタマネギが苦手だったが、オニオンスラッシャーとの戦いを経て克服した。
橘 マリ（たちばな マリ）（5代目）
保育園で保育士として働きながら動画チャンネルでレポート動画を配信している女性。一人称は「私」。初めての戦いで劣勢を強いられたヤツルギを守るために盾となるなど勇敢な一面がある。八剱八幡神社でレポート動画を撮影中にトマトを見つけ、導かれるようにヤツルギとザンパーの戦いに居合わせ、その時にタケルと出会う。タケル同様トマ太郎たちが見えている。ダイコンミサイルとの戦いでザンパーの攻撃に怒り、トマ太郎の魔法を掛けたトマトを食べたことでキサラ（5代目）に変身できるようになった。苦手なものはほうれん草。
獅子堂 カイト（ししどう カイト）（2代目）
CCDOコーポレーションの御曹司で、タケルとマリの友達。一人称は「僕」もしくは「俺」。料理が得意で動画チャンネルで木更津産の野菜を使った料理動画を配信している。何かに引き寄せられ、マリと共にヤツルギとザンパーの戦いに居合わせた。当初はタケルたちに見えていたトマ太郎たちが見えておらず、「トマトのお化け」と呼ぶこともあったが、後にカスミちゃんの魔法を浴びて見えるようになる。後に戦うタケルたちの雄姿に感動し、世界最先端技術の粋を集めたガイオンシステムを設計し、自らガイオン（2代目）となる。初陣では苦戦を強いられたものの、自身の粘り強さとヤツルギとの協力で勝利する。木更津産の野菜のうんちくや自分の会社の自慢を話し出したら止まらなくなり、気付いた時にはタケルたちがいなくなってしまうこともある。
カスミちゃん
第4話から登場。一人称は「私」。トマ太郎たちと同じべじわーるどの妖精で、ダイコンミサイルに苦戦していたヤツルギたちの前にミニキサラ（3代目）として現れ、勝機を作った。その後タケルたちの前に現れ、カイトに自分たちが見える魔法を掛けた。マリのことを「マリお姉ちゃん」と呼び慕っているが、タケルのことは呼び捨てにしていて、その理由を「どこか頼りないから」としていたが、キャベシルードとの戦闘後、「頼りがいが出てきた」と彼のことを認めた。
トマ太郎
べじわーるどのトマトの妖精。一人称は「僕」。マリとカスミちゃんからは「トマちゃん」と呼ばれている。ゴールデンベジシードを守るため人間界に逃げ込み、助けてくれたタケルの持っていたトマトにヤツルギに変身するための魔法を掛ける。ヤツルギへの変身能力を有している。
ミニトマ太郎
べじわーるどでトマ太郎に助けられたトマトの妖精。語尾に「～トマ」を付け、「はっはーだトマ！」が口癖。

### メインキャラクター（シーズン9）
大和 たける（やまと たける）（6代目）
本作品の主人公。普段はおもちゃ会社で営業マンとして働いているが、おもちゃ愛は無い。一見いい加減な性格をしているが熱い正義感を持っており、八剱神社の神よりヤツルギ（6代目）の力を授かる。変身時にはスーツのボタンを開ける。一人称はこれまでの主人公同様「俺」。タケルとの区別のため、「人間たける」と呼ばれる。
最終決戦後は、人々におもちゃ愛を伝える営業マンになることを決意する。
ヤマトタケル（6代目）
本作品のもう一人の主人公で、八剱神社の神の力でおもちゃ（ヒーロー番組のヤマトタケル人形）から人間になり、もう一人のヤツルギ（6代目）となって戦う。まっすぐな性格で正義感の塊だが、たけるとは喧嘩が絶えない。一人称は「僕」。たけるとの区別のため、「人形タケル」と呼ばれる。
最終決戦後は、元の人形の姿に戻る。
タチバナマリ（6代目）
タケルと同じく神の力でおもちゃ（ヒーロー番組のオトタチバナ人形）から人間になり、キサラ（6代目）となって戦う。真面目な性格。人間のことが好きで、本当の人間になりたいと思っている。
最終決戦後は、タケルと異なり人間の姿のまま暮らし始める。
獅子堂 カイト（ししどう カイト）（3代目）
おもちゃ会社『獅子堂模型』の2代目社長で、赤い髪がトレードマーク。おもちゃ愛の塊のような人物で、たけるたちの頼れる仲間。自ら開発したガイオン（3代目)として戦う。フウカの所属するダンスチームのコーチを務めたり、ダンダンの開発者でもある。
早乙女 シュン（さおとめ シュン）
たけるの親友。おもちゃ好きでヒーロー好きのコスプレイヤー。少し天然だがとても熱い男で、ヤツルギに似せてグレートファイヤーのコスチュームを作るほどの技術力の持ち主。
最終決戦後、獅子堂模型で働く。
亀山 シロウ（かめやま シロウ）
獅子堂模型で働くおもちゃ職人で、カイトと同じおもちゃ愛の持ち主。フウカがダンダンを呼び出す時はなぜかいつもその場にいなくなっていたが、実は彼本人がダンダンその物に入っていた。
フウカ
たけるの知り合い。明るく元気な性格。友達とダンスチームを組んでいる。
チビキサラ
八剱神社の神の使いで、たけるたちをサポートする。普段は人形の姿で、フウカのポシェットの中に入っている。

### メインキャラクター（シーズン10）
大和 タケル（やまと タケル）（7代目）
海をこよなく愛する正義感の強い青年。一人称は「俺」。清掃ボランティア団体、木更津海さくら代表として木更津の海の清掃活動に勤しんでいる。清掃活動に於いての奥義・48の必殺技を持っている。清掃活動中に拾ったヤツルギのメダルで鳳神ヤツルギ（7代目）に変身する。
橘 マリ（たちばな マリ）（7代目）
八釼神社で巫女をしており、海さくらの清掃活動にも関わっているタケルの幼馴染。気が強いところもあるが、いつも元気で明るい女性。第4話でタケルへの恋心を自覚し、タケルを守りたいという想いから天神キサラ（7代目）への変身能力を手に入れる。
獅子堂 カイト（ししどう カイト）（4代目）
第5話から登場。タケルたちの幼馴染みで、科学者として文部科学省で働いていたが、父が倒れたため木更津に帰郷。獅子堂製作所を継ぎ、木更津海さくらの清掃活動に参加する。クールで真面目な性格だが、たまにおっちょこちょいな面も見せる。文部科学省の救助用パワードスーツを改造した哮神ガイオン（4代目）に変身する。
海原 愛太郎（かいばら あいたろう）
前木更津海さくら代表で、今は千葉らぁ麺のキッチンカーでラーメンを作っている。タケルたちの良き理解者でヤツルギのことに詳しく、タケルの初変身時にアドバイスをかけた。
多紀里 みこと
第4話から登場。江ノ島海さくらの代表で、普段は水族館で働いている。明るい性格で、海を絶対綺麗にするという信念を持った女性。
奥津 みや（おくつ みや）
木更津海さくらの清掃ボランティア団員で、タケルを慕っている少女。一人称は「私」。海にごみが捨てられているのを見ると、自分のことのように悲しむ心優しい性格。頭の回転が速く、トビウオカメラ戦ではヤツルギの勝利のきっかけを作った。第10話にて黒キサラの正体であることが判明し、完全に乗っ取られてしまうが、第11話にてキングオーガにエネルギーを取り込まれたことによって元の姿に戻った。

### メインキャラクター（シーズン11）
出典
大和 タケル（ヤマト タケル）（8代目）
サッカーチーム『房総ローヴァーズ』のキャプテンを務める熱き心を持つ青年で、「房総ローヴァーズがヤツルギのように木更津中に愛される最高のチームにする」という信念を持っている。「みんなを守る力が欲しい」という思いに応えた八剱の神の力を借り、正義の戦士『鳳神ヤツルギ』へと変身する。
橘 マリ（たちばな マリ）（8代目）
『房総ローヴァーズ』のマネージャーで、みんなを全力でサポートする心優しい性格。「みんなを守る力が欲しい」という思いに応えた八剱の神の力を借り、正義の戦士『天神キサラ』へと変身する。
獅子堂 カイト（ししどう カイト）（5代目）
『房総ローヴァーズ』のスポンサー・『獅子堂ソリューション』の社長であり、チームの選手も兼ねている。「ヒーローがいないと物騒」と自社で極秘にパワードスーツを開発し、『哮神ガイオン』へと変身する。
ヒメ
『房総ローヴァーズ』でのマスコット的存在。「みんなの力になりたい」という思いに応えた八剱の神の力を借り、正義の戦士『天神ミニキサラ』へと変身する。
きゃすみる
『獅子堂ソリューション』の広告モデルで『房総ローヴァーズ』の応援団長。『閃神エルナ』へと変身する。

## 正義の戦士

### 木更津の戦士
鳳神ヤツルギ（ほうじんヤツルギ）
大和タケル（『9』では大和たけるとヤマトタケル）が、木更津を守る八剱の神とヤマトタケルの力で変身した誇り高き金色の戦士。
デザインのモチーフは八剱神社の神輿に付けられた鳳凰。過去の戦いから伝承が根付いているのか、その存在を知る人々もいる。
ヤツルギとキサラへの変身に使われる石やアイテムには神の意思があり、自分が選んだ者を導くように戦士のイメージが現れる。選ばれた者は変身せずとも人間離れした回復力を持ち、生身で戦闘兵に対抗できる程度の体術や邪悪な気配を察知する能力も身につく。
全シーズンを共通する主な技は、斜め上方にジャンプして渾身のパンチをぶつける「ヤツルギボンバー」と、専用武器の鳳凰剣（ほうおうけん）による剣撃。
『1』では初代タケルがヤツルギのイメージと再び対面することによって鳳凰剣が使用可能になり、剣に石をはめて火の鳥と斬撃を放つ「ファイヤーフェニックス」が必殺技。
『2』では、アングラーとの戦いで鳳凰変幻の力を得たことでベルトの形が変化し、基礎能力も向上している。
2代目ヤツルギは鳳凰剣による技「ライジングフェニックス」、ギター型のヤツルギター（カイトが制作したスピーカー型のアイテムで「ヤツルギザドライブ」という技が使える）、カイトが制作したスタンドマイク型の鳳神ロッドという武器を使用する。
3代目ヤツルギの技は鳳凰剣による「クリムゾンフェニックス」。槍型の凰火焔刃（おうかえんじん）による「ヤツルギ大火輪」。
4代目ヤツルギは鳳凰剣の技が複数パターンあり、縦回転から繰り出す「ブラストフェニックス」、一直線に振り降ろす「ブレイズフェニックス」、パワーアップした鳳凰剣による「ギャラクシーフェニックス」、「ヤツルギビッグバンフェニックス」を使う。
5代目ヤツルギの技は鳳凰剣による「フレイムフェニックス」、6つのゴールデンベジシードの力を合わせることで召喚する棒状の武器による「鳳凰エクスカリバーフェニックス」。また、ガイオンとの協力技で、青白い光を放ちながらのヤツルギボンバーも使用した。
6代目ヤツルギ（人間）の技は鳳凰剣による「ヤツルギビッグススラッシュ」。
6代目ヤツルギ（人形）の技は鳳凰剣による「ヤツルギフェニックス」。
『1』の公式設定では、パンチ力:16t、キック力:45t、走力:時速170km、ジャンプ力:635m
「ヤツルギ、招来（しょうらい）！」のかけ声で変身する。変身および武器の召喚、必殺技の発動時は火の鳥が舞う。名乗りは「誇り高き戦士ヤツルギ、参上！見せてやるぜ、俺の木更津スピリット！（6代目人形タケルは『僕の木更津スピリット！』と叫ぶ）」。
変身アイテムと変身ポーズ、スーツのデザインはシリーズによって異なる。以下参照。
初代ヤツルギ - ヤツルギの石を左手に打ち付け、実体化した手甲に石をはめ、天高く腕を掲げる。
2代目ヤツルギ - 「アクション！」のかけ声と共にヤツルギの石を指で上空に弾き、叩いた拳を開いて天高く掲げる。
3代目ヤツルギ - ブーメラン型の変身アイテム（恐怪帝国を探知するレーダーにもなる）を投げる。
4代目ヤツルギ - 胸の前で指を掲げるポーズを取ることで、変身用ペンダントが光る。
5代目ヤツルギ - トマ太郎の魔法を掛けたトマト（最終決戦では赤いゴールデンベジシード）を食べ、ポーズを取る。
6代目ヤツルギ - グローブ状のアイテムからメンコを取り出し、叩きつける（人間たけると人形タケルで1つのメンコを共有する形で使用しており、同時に2人のヤツルギが揃うことは無い）。
7代目ヤツルギ - 実体化した手甲にヤツルギのメダルをはめ、天高く腕を掲げる。
8代目ヤツルギ - エンブレムを持って、変身ポーズを取る。
鳳凰変幻（ほうおうへんげん）
シーズン2において、タケルがより強くヤツルギの意志と通じ合ったこと、マリの危機に奮い立ったことで獲得した強化変身能力。ベルトが高速回転し、体の一部が赤く強化された姿になる。古の戦いでも、この力を手にした者がいたことが古文書に記されている。強化された部位は、鳳凰剣やヤツルギボンバーも通じないアングラーの怪人に通常攻撃でも有効打を与える力を持つ。
2代目ヤツルギは本編開始当初からこの力が使えるが、特に形態変化することなく使用している。
- 腕の強化 - 腕力やパンチ力が強化され、肘周りの装甲が180度展開してクローとなる。必殺技は、ジャンプから両腕のクローで相手を寸断する「ヤツルギマグナスラッシュ」。
- 脚の強化 - 走力・キック力・跳躍力が強化される。この形態のみ、ベルト中央の装飾が白くなる。必殺技はジャンプから連続蹴りを打ち込む「ヤツルギシューティングブラスト」。
- 腕と脚の強化 - 上記二つよりも強力な分、体への負担が大きい形態。変身と同時に出現する二本の剣を振るう。必殺技はファイヤーフェニックスの上位版と言える「ヤツルギツインブレイド」。最終決戦では直接この姿に変身し、組み合わせた剣が変化したジャベリンで戦った。

ヤツルギシャドウ
『5』の終盤に登場。超皇帝ディスギルドの力でパワーアップしたジャンクーガに苦戦するヤツルギが、己の中に持つ闇の力で強化した黒いヤツルギ。変身しているタケルの声色が低く荒々しくなっているが、悪の戦士というわけではない。
変身時のかけ声は「ヤツルギシャドウ、招来！」。名乗りは「諦めない心、不屈の闘志。見せてやるぜ、闇に煌めく黒の戦士。覚醒！ヤツルギシャドウ！」。
必殺技は、専用武器のヤツルギフェニックスアローによる「シャドーフェニックス」。
バーニングヤツルギ
『5』の最終回に登場する、ヤツルギシャドウから更に進化した赤いヤツルギ。古来に伝わる3つの頭を持つ三鳳凰の伝承通り、通常のヤツルギとヤツルギシャドウを召喚して三位一体の戦闘を行う特殊能力を持っている。
名乗りは「熱き魂、己の全て。炎の戦士、超覚醒！バーニングヤツルギ！」
必殺技は、専用武器のバーニングソードによる「ヤツルギバーニングフェニックス」。
グレンカムイヤツルギ
『7』に登場する、希望のエネルギーでパワーアップした白いヤツルギ。
変身時のかけ声は「神炎！超招来！（しんえん！ちょうしょうらい！）」。名乗りは「誇り高き神の戦士、グレンカムイヤツルギ参上！見せてやるぜ、最強の木更津スピリット！」。
必殺技は「ヤツルギグレンシュート」と、専用武器フェニックスブレイカーによる「ヤツルギビクトリーフェニックス」、「ヤツルギビッグバンビクトリー」、「フェニックスゴッドブレイカー」、「ヤツルギアルティメットフェニックス」。
デュアルライジングヤツルギ
『9』の終盤に登場する、人間たけると人形タケルが1つに融合したヤツルギ。それぞれのヤツルギのイメージカラーである紫とオレンジを合わせ持ったスーツデザイン。
必殺技は、専用武器の真鳳凰剣のエネルギーをこめて放つ必殺キック「デュアルライジングインパクト」。
この形態でダメージを受けると、分離して2人のヤツルギが揃った状態になり、再度融合することも可能。

天神キサラ（てんじんキサラ）
橘マリ（『3』では大和マリ、『9』ではタチバナマリ）がオトタチバナの力で変身した女戦士。腕力はあまり無いが、身軽な動きで敵を翻弄する。
変身できるのは橘家の血を引く女性に限られ、『1』ではザブーンとの戦いがより激しくなりキングオーガが復活すると察知された時しか現れないとのこと（先代の草薙の時代はヤツルギ一人で戦い抜いた）。
『3』の最終決戦ではマリが不在だったため、人間が変身した者ではないキサラの化身が戦いに参加した。
全シーズンに共通する武器の天翔扇（てんしょうせん）は風の属性を持っており、バリアを張ることも可能。
初代キサラの必殺技は、天翔扇から突風を放つ「ラブスラッシュハリケーン」。『2』では天翔扇が変化したアメノカケユミから必殺の矢を放つ。
2代目キサラの必殺技は、天翔扇を敵に投げつける「ラブスラッシュブーメラン」。
3代目キサラの必殺技は、天翔剣から放つ「愛の字斬り」、キサロッドから放つ「愛のロッドクラッシュ」。
4代目キサラの必殺技は、天翔扇から放つ「ラブスラッシュトルネード」。『7』では「デディケイトアライブ」という必殺技を使うが、これはキサラの生命力と引き換えに放つ捨て身の大技。
5代目キサラの必殺技は、天翔扇から放つ「ラブスラッシュストーム」。
6代目キサラの必殺技は、天翔扇から放つ「ピンクスパイラルハリケーン」、「ピンクスパイラルトルネード」。
『1』の公式設定では、パンチ力:9.5t、キック力:26.5t、走力:時速145km、ジャンプ力:573m
「キサラ、招来！」のかけ声で変身。名乗りは「天から舞い散る正義の嵐、天神キサラ！悪を成敗いたします！」。
変身アイテムと変身ポーズ、スーツのデザインはシリーズによって異なる。
初代キサラ - 一回転した後、キサラの石（『2』ではブローチ型のアイテムに変化）を胸に掲げ、変身ポーズを取る。
2代目キサラ - 「アクション！」の掛け声と共に変身用ブローチを指で上空に弾き、変身ポーズを取る。
3代目キサラ - 変身ポーズを取ると、指輪型の変身アイテムが光る。
4代目キサラ - 胸の前に手でハートの形を作ることで、変身用ペンダントが光る。
5代目キサラ - トマ太郎の魔法を掛けた野菜（最終決戦では白いゴールデンベジシード）を食べ、一回転しながらポーズをとる。
6代目キサラ - 変身ポーズを取りながら、コンパクト型の変身アイテムを開く。
7代目キサラ - キサラの石を胸に掲げ、変身ポーズを取る。
8代目キサラ - コンパクトを持って、変身ポーズを取る。
シルフィーキサラ
『7』に登場する、死の淵から蘇ったキサラがパワーアップした姿。
「麗風！超招来！（れいふう！ちょうしょうらいらい！）」のかけ声で変身。名乗りは「大空を翔る麗しき正義の風、シルフィーキサラ！悪を成敗いたします！」
必殺技はシルフィーボーガンによる「シンフォニックサイクロン」と「麗風シンフォニックハリケーン」。

哮神ガイオン（こうじんガイオン）
『3』から登場。装着する獅子堂カイトが自ら開発した災害救助用パワードスーツを改造した、ライオンをモチーフにした水色の戦士。ヤツルギやキサラのように神から授かった特殊な力は持っていないが、技術力を駆使して能力や武装を強化することができる現代科学の戦士。
『6』、『7』ではゼロワンスーツと呼ばれるカイト専用のスーツとなっており、ブラックガイオン同様、ライトニングガイオンのプロトスーツと設定されている。
『8』ではCCDOコーポレーション技術開発部門の3Dプリンターを駆使して開発したパワードスーツ。
『9』では救助用パワードスーツを改造しているという点は原点と共通。
『10』では文部科学省救助用パワードスーツを改造した試作品スーツ。
初代ガイオンは、ガイオンランサー（技名：一点集中）、ガイオンバスター（技名:ガイオンシュート）、ガイオンナックル、ガイオンセイバー（技名：ガイオンサンダー、ガイオンストライク）という武器や、「ガイオンスマッシャー」という連続キック技を使う。
2代目ガイオンは、ガイオンナックル、ガイオンランサーや、「ガイオンスピードスター」という体当たり技（一度きりしか使うことができない）を使う。
3代目ガイオンは、ガイオンダガーという二刀流の武器や、「ガイオンシューティングスター」というキック技を使う。
変身時は水色のガイオンブレスを掲げ、『3』では「ガイオン！」、『4』以降は「ガイオン、ミッションスタート！」、『10』以降は「ミッションスタート！」のかけ声で装着する（『8』の最終決戦では、ザンパーによる亜空間の影響でスーツが転送できない状態だったが、青いゴールデンベジシードの力で装着可能となった）。『9』以降の変身アイテムはスマホ型の専用端末でそれを操作して変身する。
名乗りは「人々を苦しめる悪しき者共、この哮神ガイオンが裁いてくれる！」。
哮神ライトニングガイオン（こうじんライトニングガイオン）
『5』では穂積博士がガイオンを強化した青いスーツで、カイトが装着。ガイオンより高性能だが、装着者にかかる負担はその分大きい。
『6』、『7』では獅子堂トウマが装着する（『5』と違い、ガイオンとは別個体）。
ガイオンブレス（カイト用は水色、トウマ用は青色）をタッチし、「ライトニングガイオン、ミッションスタート！」の掛け声で変身する。名乗りは「人々を苦しめる悪しき者共、この哮神ライトニングガイオンが裁いてくれる！」。
専用武器はライトニングアックス。『7』では「サンダーボルトスレイヤー」、「サンダーボルトウキヨアギト」という技や、ブラックガイオンと共に「ダブルガイオングランドクロス」という合体技を使用した。
天神ミニキサラ（てんじんミニキサラ）
『4』から登場。穂積ヒメがマリの指輪を借り受けて一時的に変身したキサラ。子供故にパワーは無いが、キサラ同様身軽な動きで敵を翻弄する。
『5』では専用の指輪を授かり、キサラと共に変身可能になる。
『6』、『7』では橘ヒメが専用のペンダントで変身。天翔扇による「ミニスラッシュハリケーン」、「ミニスラッシュトルネード」が必殺技。
『8』ではカスミちゃんが、トマ太郎の魔法を掛けた野菜（最終決戦では黄色いゴールデンベジシード）を食べることで変身。武器はミニキサラボウガン。
『10』ではヒメが専用のペンダントで変身。戦闘時はメガホンを使ってヤツルギ達を応援したり、大声で戦闘員を倒す。
「ミニキサラ、招来!」のかけ声で変身。名乗りは「天から舞い散る正義の嵐、天神ミニキサラ！悪を成敗いたします！」。
哮神鬼ブラックガイオン（こうじんきブラックガイオン）
『5』から登場。姫川レイジが変身するプロトタイプの黒いガイオンスーツで、ガイオンより強力なパワーを持つ半面、装着者への危険性を秘めている。
『6』、『7』では久遠ケンジが装着する。危険性がある描写は無いが、プロトタイプゆえに扱いが難しいという設定になっている。
黒いガイオンブレスを掲げ、「バトルスーツ、装着！」の掛け声で変身する。名乗りは「闇を照らす戦士、哮神鬼ブラックガイオンがお前を裁く！」。
専用武器はブラックダガー。『7』では「サンダーボルトスラスト」という技を使用。
電装マデラス（でんそうマデラス）
『7』に登場。羽生シュウジが変身する戦士。
『7』の本編より10年前にアクムーダという悪の組織と戦っており、獅子堂カイトが技術的バックアップを担当していた。
装着や技を繰り出すときは左腕のAI搭載キーボード型端末MD-1を操作する。
「プロテクトギア、ドライブ！」のかけ声で装着する。名乗りは「電装マデラス、参上！希望を穢す悪しき者どもよ、天を貫き大地に轟く正義の裁きを受けよ！」
必殺技は「ディバインスラッシュ」。
アクムーダの首領・アクムーダ大帝を倒すために、制御システムを限界まで開放しデストロイモードを発動するが、正義を遂行しようとする余りに負の感情を爆発させてしまう暴走状態を引き起こしてしまい、その結果激しい絶望とともにDr.ハブルとなってしまう。
シャドウハウンド
『7』に登場する、獅子堂カイトが専用端末を使用して装着する、狼をモチーフにした悪の戦士。ガイオンとは別個体。
Dr.ハブルの正体が過去の相棒シュウジだったことを知った後にゼッツボーン側に寝返った際に使用しており、グレンカムイヤツルギをも圧倒する力を秘めている。
ヤツルギグレートファイヤー
『9』に登場する、早乙女シュンが自前で製作したコスプレヒーロー（『8』のアクションショー限定ですでに登場していたことはある）。ヤツルギをモチーフにしているため姿はヤツルギに酷似しているものの、ただのコスプレのためスーパーパワーなどは持っていないが、コミカルな動きと運などが絡み合って敵を撃破することもある。
ただのコスプレのため、事前にスーツを着ている状態で「へ～んし～ん！」の掛け声で手動でマスクを被ることで装着完了となる。名乗りは「紅蓮の炎を纏いしヤツルギ！グレートファイヤー参上！」。
グレートファイヤーソードというお手製の剣で戦う。
ダンダン
『9』に登場する、カイトが作ったロボット。ダンスの動画で動くように設計されており、フウカがスマホを使って操作し、「ダンダ〜ン！」と叫びながら両腕を振る。ロボットなので防御力やパワーはそれなりにあり、ツッタカター程度となら戦うことができる。
ヤツルギグレートファイヤーとコンビを組んで戦うことが多い。ロボットなのに行動を続けるとなぜか疲れたような動きを見せる。破損した際の修理や整備などはシロウが担当している。
終盤にラビーに破壊された際、実はシロウ本人が中に入ってこっそり戦っているコスプレ状態だったことが判明（カイトが作ったダンダンを壊してしまったため）。

### 他シリーズからのゲストキャラクター
閃神エルナ（せんじんエルナ）
『鳳神ヤツルギ3外伝 閃神エルナ』、『3』、『4』、『5』、『11』に登場。
『3』から『5』では七海碧生が、『11』ではきゃすみるが「エルナ、起動!」のかけ声で装着する、イルカをモチーフにしたガイオンシステムの姉妹型スーツ。
名乗りは「悪を遮る青き閃神！エルナ！」。
エルディフェンダーという小刀による、エルナインパルスが必殺技。
エルナ2号機（エルナにごうき）
『ガイオンΣ』に登場。天海ほたるが変身する。
銚電神ゴーガッシャー（ちょうでんじんゴーガッシャ―）
『4』、『5』に登場する、銚子からやってきた銚子電鉄のヒーロー。
恐怪帝国の影響で増えたマナー違反の人間たちを元に戻すため、ヤツルギと力を合せて戦う。
名乗りは「いつも君の最寄り駅。夢の未来に一直線。銚電神ゴーガッシャ―！」。
チョウデンキャリバーという大剣による、疾走レインボートレインが必殺技。
姫龍神ドライザー（きりゅうじんドライザー）
『鳳神ヤツルギ3外伝 姫龍神ドライザー』、『4』、『5』に登場。
黒姫マモルが「昇龍転身!」で変身する真紅の龍の戦士。
普段は袖ヶ浦を守っており、勇気を見失ったタケルに勇気の試練を与える。
名乗りは「勇気の心が悪を撃つ。姫龍神ドライザー！」。
爆龍棍という武器を使う。
絶対帰還カエルーン（ぜったいきかんカエルーン）
『7』に登場。
株式会社黒姫の社員・高梨タケト（たかなしタケト）が変身する、カエルがモチーフの水を操る戦士。
普段はポーカー工業と戦っている。
名乗りは「水の神より使えし使者！絶対帰還カエルーン！参上！」。
ライトニング手裏剣という武器を使う。
自販機士ヒラノグレート（ベンダーナイト ヒラノグレート）
『7』に登場。カエルーンと共にヤツルギたちのサポートをする。
ヒラノ商事のオペレーター・汐咲リョウマ（しおざき リョウマ）が変身する戦士。普段はノドカワークスという悪のドリンクメーカーと戦っている。
劇中でトウマが、ヒラノ商事と獅子堂重工が提携しているという台詞を言っている。
名乗りは「VENDOR！KNIGHT！ヒラノグレート！」。
ライデンマル
『7』に登場。
里見タツヨシ（さとみ タツヨシ）が変身する、房州の平和を守る赤き稲妻の忍者戦士。
父親からDr.ハブルの正体が伝説のヒーロー・マデラスだと聞いており、その情報をタケルたちに伝える。
名乗りは「闇を切り裂く、赤き稲妻の忍者！ライデンマル！」。
二本の刀で「仁義一閃」、「雷光一閃」などの技を使う。
海洋戦士シーセーバー（かいようせんしシーセーバー）
『10』に登場。
海の平和を守り、海のピンチを救う五頭竜大神の化身。
海を愛する人間が“五頭竜大神の子供　コッズ”の力を借りて変身した姿であり、海を愛するものならば誰でもコッズの力を借りて変身できる。作中では第7話で江ノ島海さくらの活動に参加する男の子と女の子、第8話で多紀里みことが変身している。

## 悪の組織

### 海底帝国ザブーン（かいていていこくザブーン）
『1』、『2』、『10』に登場。神話の時代から、20～30年に一度のペースでヤツルギらと戦いを繰り広げてきた悪の組織。今回20年ぶりに眠りから目覚め、キングオーガ復活と地上支配のため、8本の封印の剱を探すべく木更津を襲う。海洋汚染の影響から、その力は以前より強まっているらしい。『1』のラストで封印されるも、半年後にあたる『2』でヤツルギが復活した拍子に解けてしまい、ファンガークとアクマリンが再度復活する。
ファンガーク
ザブーンの男性幹部。サメをモチーフにしている外見で、本気を出すときは顔がマスクに覆われる怪人体となる。典型的なパワーファイターであり、強い者との戦いを望む。必殺技はダッシュから大上段の一太刀を浴びせる「ダークネスゴースト」。
単細胞かつ行動は行き当たりばったりなため、アクマリンにはしょっちゅう呆れられている。独特のヤジやぼやきを吐き、人間界で活動する時は、ヒッピー風の珍妙な服装をしている憎めないキャラ。
元は木更津で悪事を働いていた小悪人『鮫島岳』という人間であり、約40年前に幹部候補に生まれ変わった。
アクマリン
ザブーンの女性幹部。悪知恵が働き、手段を選ばず剱を集めようとする。
人間界で活動する時は、妖艶な女性の姿で行動する。
戦闘時は海蛇モチーフの怪人体となり、飛び道具にもなる毒爪で襲い掛かる。
元は鮫島とコンビを組んでいた小悪人『虹川まりん』という人間であり、約40年前に幹部候補に生まれ変わった。
ギョジーン兵
ザブーンの戦闘員。ダメージがたまると泡となって消えてしまう。看護を担当する女性タイプはピンク色。
アングラー侵攻時には一人だけ復活し、ファンガークとアクマリンに従いつつ、なぜかマリと親しくなる。『超電光スパークルZ』に登場するギョジーン兵は喋ることができる。
キングオーガ
サブーンの支配者で『1』のラスボス。剱によって300年間封印されていたが、8本の剱がザブーンの元に揃ったことで復活してしまう。
自分のためであろうと負けた者には厳しい実力主義者であり、彼が存命である限り幹部たちは倒されてもまた復活できる。激流と漆黒の波動を自在に操り、ヤツルギとキサラを一蹴する力を持つ。
オルガック
『鳳神ヤツルギ外伝 海底帝国ザブーン』に登場。元は『九賀カオル』という人間で、3番目に幹部候補となった。

#### 深海獣（しんかいじゅう）
深海獣製造機に、人間が海に廃棄したゴミと海の生き物のエキスを組み合わせて誕生させた、ザブーンの怪人。幹部への忠誠心は強く、目的達成のためならば死さえも厭わない。
イカリタートル
カメとイカリの深海獣。
トビウオカメラ
トビウオとデジカメの深海獣。約40年前にゲソデックスが生み出した。
ナマコロケット
ナマコとロケット花火の深海獣。
デバヤシガニ
ヤシガニと包丁の深海獣。
ウツボタイヤー
ウツボとタイヤの深海獣。
タコサンダー
タコとバッテリーの深海獣。
クラゲシャワー
クラゲと放水器の強化深海獣。
エイブーメラン
エイとブーメランの深海獣。
ゲソデックス
『鳳神ヤツルギ外伝 海底帝国ザブーン』に登場。イカと百科事典の深海獣で、サブーンのお目付け役。
アンモライター
『鳳神ヤツルギ外伝 海底帝国ザブーン』に登場。アンモナイトとライターの深海獣。
ヒトデメガネ
『鳳神ヤツルギ外伝 姫龍神ドライザー』に登場。ヒトデとメガネの深海獣。
バットホエール
『鳳神ヤツルギ外伝 姫龍神ドライザー』に登場。クジラとバットの深海獣。

### 地底帝国アングラー（ちていていこくアングラー）
『2』に登場。神々により地底に封印され、2000年ぶりに復活した悪の組織。ザブーンやヤツルギの存在も知っていたが、どちらも自分たちの敵ではないと自負しており、第三の勢力として活動する。封印の剱に宿る神の力で御柱を操作し、地上を我が物にしようと企む。
歴代シリーズの中では、唯一幹部たちを演じる役者の顔出しがある形態が存在しない。
『鳳神ヤツルギ外伝 天神キサラ』で初登場しているが、パラレルワールドの木更津で地上征服を目論んでいる組織なので本編とはまた別の存在。
獣刃大将ウルブレード
アングラーの三幹部。哺乳類型の怪人を率いる。三幹部の中でも好戦的な性格ながら、部下を率いる冷静さを併せ持つ。ノロイムカデとは考えの違いからよく衝突している。剱を手に入れようとした結果、ファンガークとアクマリンを本拠地に招いてしまう。いつも剣を持っているが力を抑えるための重りに過ぎず、素手での戦いで本領を発揮する。退魔戦騎士トリプルランサーにも登場。
風切頭領ソニクジャク
アングラーの三幹部。女性。鳥類型の怪人を率いる。ウルブレードとノロイムカデの喧嘩を仲裁したり甘えたりと、仲間内では温和な性格だが、目的のためなら人間を笑って排除する恐ろしい一面も持つ。アクマリンとは全くそりが合わず、火花を散らして睨みあっていた。 戦いでは猛スピードと鞭で攻撃する。
呪術軍師ノロイムカデ
アングラーの三幹部。節足動物型の怪人を率いる。三幹部の中では戦いは得意な方ではないが、様々な呪術を操ることができる。ソニクジャクには甘いが、ウルブレードとはよく衝突している。
モグーン兵
アングラーの末端兵。手にしたシャベルで戦う。知性や行動パターンはギョジーン兵と五十歩百歩。
ダークザウラー
アングラーの皇帝で、『2』のラスボス。八百万の神にも恐れられた強さと冷酷さを持ち、失敗したノロイムカデを自ら断罪するなど、直近の部下に対しても極めて冷酷である。剣と白い波動を放って戦う。人間のいない自分に都合のいい世界を作ろうとし、御柱への接触を試みる。かつては八百万の神でさえ倒すことが出来ず地底に封印したほどの強さを持つが、ヤツルギとキサラによって野望をくじかれ倒された。

#### アングラーの戦士
ブルドリラー
ウルブレード配下。角とランス型のドリルが武器。
エレキバット
『鳳神ヤツルギ外伝 天神キサラ』および『鳳神ヤツルギ2』に登場。ソニクジャク配下。能力は超音波攻撃。
幻惑アゲハ
ノロイムカデの配下。鱗粉で相手を惑わす。
ガゼルランサー
ウルブレードの配下。ダークザウラーから賜った槍とジャンプ力で戦う。
コルコンドル
ソニクジャクの配下。千里眼と冷気攻撃の持ち主。
ワザワイカブト
ノロイムカデの配下。左腕の強固な盾と、周囲に不幸を振りまく術を使う。
ベアックス
ウルブレード配下であったが、かつて謀反を起こし投獄されていた戦闘狂。退魔戦騎トリプルランサーにも幹部として登場。
キングオーガ・シャドウ
ノロイムカデがアクマリンの魂を注入し暴れさせたキングオーガの影人形。理性はなく、獣のように暴れ回る。

### 妖怪軍団ドローン（ようかいぐんだんドローン）
『3』に登場。人間界を支配するため、人間を苦しめ「負の力」を集める作戦活動を行う妖怪一族の末裔。本編より以前から人間界にて侵略活動を行っていたようだが、本格的に活発化してきたことでタケルがヤツルギとして選ばれる。
伽狐姫（かこひめ）
ドローンの頭目で、女性の妖狐。妖艶な美貌で余裕のある態度を見せているが、失敗した者へは制裁も辞さない。本来の作戦活動以外に、『奇跡の種』というものを探している。
3幹部からは心から慕われているが、実は妖怪神と呼ばれる別の妖怪に乗り移られており、復活のための器として利用されている。
妖怪神（ようかいしん）
『3』のラスボス。太古の昔に人間によって封印された存在で、器として利用していた伽狐姫に奇跡の種である未来の力を合わせることで復活。
3幹部はあくまで元の伽狐姫にしか従わない意向を見せており、敵対する関係となる。
ヤツルギによって倒された後は、眠ったままの伽狐姫に戻り、戦意を失った3幹部と共に人間の前から姿を消す。
鬼丸（おにまる）
妖怪軍団の武闘派男性幹部。巨大な金棒が武器。
人間界で作戦を行うときは、任侠風の着物姿で活動する。
戦闘時には怪人の姿になる。
好戦的な性格で、ライバルであるヤツルギとの戦いがとにかく好き。
罰天狗（ばってんぐ）
妖怪軍団の頭脳派男性幹部。関西弁で話す。
人間界で作戦を行うときは、紫のスーツに眼鏡をかけたインテリ風の人間の姿で活動する。
鬼丸とは漫才のボケとツッコミのような関係。
物語後半で伽狐姫の行動に疑念を抱き、彼女の正体を暴いたことがきっかけで、ヤツルギたちと一時休戦を申し入れる。
鈴猫（すずにゃん）
『鳳神ヤツルギ3外伝 哮神ガイオン』で初登場し、『3』本編では中盤より登場する女幹部。語尾に『にゃん』をつける。
猫又一族の長。普段は可愛らしい仕草だが、名前の通り猫を被っており、本性を表すと自分の部下をも手にかける非道なやり方も厭わない残忍な性格。
以前かえでによって封印された過去があり、因縁を持っている。
カッパちゃん
河童の末端兵士。武器はキュウリで、倒されるとカッパ巻きになる。

#### あやかし
ドローンの怪人。酷い扱いを受けた物体に宿る怨念から生まれた付喪神。対象にお札を貼ることで生み出される。
あやかしぶんぐ
文房具から生まれた妖怪。武器はコンパスや鉛筆ミサイルなど。
あやかしかたし
掃除機から生まれた妖怪。武器は右手のノズルからの吸い込みや吹き飛ばし。
あやかしてぃーぶい
アナログテレビから生まれた妖怪。胸のテレビに映し出したものを実体化できる。
あやかしがさ
傘から生まれた妖怪。傘を攻守使い分ける。
あやかしどおる
人形から生まれた妖怪。相手をぬいぐるみにしてしまう。
あやかしどけい
時計から生まれた妖怪。時計を狂わせ時間を操る。
あやかしれいこ
冷蔵庫から生まれた妖怪。胸の扉を開き冷凍攻撃をする。
あやかしげいむ
ゲーム機から生まれた妖怪。現実とゲーム世界を融合させることが出来る。
あやかしぐるま
一輪車から生まれた妖怪。
あやかしきもの
服から生まれた妖怪。
あやかしきんこ
金庫から生まれた妖怪。
あやかしでんわ
電話機から生まれた妖怪。
あやかしてきすと
教科書から生まれた妖怪。
あやかしすぽーつ
スポーツ用品から生まれた妖怪。
あやかしでぃっしゅ
食器から生まれた妖怪。
あやかしわっと
『鳳神ヤツルギ3外伝 哮神ガイオン』に登場。
あやかしおーでぃお
『鳳神ヤツルギ3外伝 閃神エルナ』に登場。
あやかしはかり
『鳳神ヤツルギ3外伝 閃神エルナ』に登場。
あやかしかがみ
劇場版に登場。
黒ヤツルギ
劇場版に登場。あやかしかがみの能力で生み出された。ヤツルギと全く同じ姿をしているが性格は逆で戦いが大好き。

### 恐怪帝国（きょうかいていこく）
『4』、『5』に登場。正義の神々との戦いに敗れて封印されていたが、数千年の時を経て復活した。
ヤジューロウ
大地をつかさどる男性幹部。基本的に頭はまわらず、自信家で負けず嫌い。
人間界で作戦を行うときは、カウボーイ風の姿で活動する。
最終決戦後は記憶を失った人間の姿で現れる（自称カモメのジョナサン）。
ウシオラ
海をつかさどる女性幹部。ディスカードに対しては色目を使っているが実はわがままでめんどくさがり。だが計算高い一面もある。
人間界で作戦を行うときは、セーラー服姿で活動する。
最終決戦後は記憶を失った人間の姿で現れる（自称小野妹子）。
キッキーの名付け親でもある。
ジャンクーガ
空をつかさどる男性幹部。自由奔放で戦うことが大好き。
戦闘時には普段着けているマスクを外して戦う。
人間界で作戦を行うときは、奇抜なヒッピー風の姿で活動する。
最終決戦後は記憶を失った人間の姿で現れる（自称ジャンヌダルク）。
ハッチー兵
恐怪帝国の戦闘員。倒されると大量のハチが辺りに散らばる。
皇帝ディスカード
かつて神々に封印された恐怪帝国の始祖。ジャンクーガが5つの宝玉を破壊したことで復活する。地上から人間たちを消すために動く『4』のラスボス。
キッキー
『5』に登場する男性幹部。恐怪帝国のボスであるディスカードがヤツルギに倒されると同時に目覚めた幹部。争いを好まず、クッキー作りが大好き。語尾に『ッキ』をつけることからウシオラによって『キッキー』と名付けられた。
自身の存在についての記憶を持ち合わせていなかったが、実はディスカードの息子で、次期皇帝となる存在であった。
3幹部からはいつも馬鹿にされていたが、皇帝の息子と発覚してからはへりくだった態度を取られるようになる。
超皇帝ディスギルド
『5』のラスボス。ヤツルギに仲間を倒され怒りに目覚めたキッキーが変化した姿。キッキーの時のようなのんびりとした性格は失われており、邪悪な心で世界を支配しようと企んでいる。
最終決戦でバーニングヤツルギに倒された後は、記憶を失った人間の姿で現れる（自称田中太郎）。

#### 恐怪獣（きょうかいじゅう）
恐怪帝国の幹部が生み出す怪人。怪人を生産するための機械が年月の経過で動かなくなっており、穂積博士が修復することで使用可能になった。
体のどこかに漢字が描かれており、文字に対応する人間の精神を操ることができる。
『5』ではガシャポンマシーンのような機械に専用のコインを入れることで生み出されるようになった。
タートルフィアー
亀がベースの恐怪獣。
フィアーウルフ
狼がベースの恐怪獣。
イカフィアー
イカがベースの恐怪獣。『超電光スパークルZ』にも登場。
フィアーラビット
初めての女型。ウサギがベースの恐怪獣。
フィアーバイソン
ウシがベースの恐怪獣。
フィアークック
ニワトリがベースの恐怪獣。
スネイクフィアー
ヘビがベースの恐怪獣。
イーグルフィアー
ワシがベースの恐怪獣。
黒ヤツルギ
ヤツルギのエネルギーを結晶化させ生み出した黒のヤツルギ。キサラを昏睡状態にさせるほどに追い込んだ。
フィアーパンダ
パンダがベースの恐怪獣。
デモンフィアー
ヤジューロウとウシオラがディスガードによって1体の恐怪獣にされてしまった姿。
シザースフィアー
ピローフィアー
ベビーフィアー
ハンコフィアー
マンホールフィアー
スニーカーフィアー

### 極悪結社ゼッツボーン（ごくあくけっしゃゼッツボーン）
『6』、『7』に登場。Dr.ハブルによって結成された悪の組織。夢を壊され、絶望に飲み込まれた人間たちを怪人へと変貌させ街を襲わせている。体を改造された怪人たちは自分が人間だった時の記憶を忘れてしまう。
Dr.ハブル（ドクターハブル）
ゼッツボーンのボスで謎の天才科学者。木更津を恐怖と絶望で埋め尽くすことを企む。
『6』の冒頭で秘密基地に連れてきた男女3名をスマッシュ、グレイ、デイビーに改造し、自分の忠実な下僕として使う。
『7』9話において正体が10年前、カイトと共に木更津の町を守り続けていたヒーロー・電装マデラスこと羽生シュウジであったことが発覚し、過去の事件から絶望そのものにとりつかれていたことが分かる。
ヤツルギの一撃で希望の光を思い出し、電装マデラスとしての姿に戻るとヤツルギたちと共闘しハブルカイザーを倒す。その後はカイトと共に行動している。
ハブルカイザー
『7』のラスボス。Dr.ハブルこと羽生シュウジに取り憑いていた絶望の神。
スマッシュ
ゼッツボーンの男性幹部。元サッカー選手。運動神経を武器にヤツルギたちを苦しませている。口調が荒々しく頭で考えるのが苦手。
『7』ではスマッシュブラストという怪人態になり、ライトニングガイオンと死闘を繰り広げる。
最終回では人間の姿に戻り、リトルヤツルギ団にサッカーを教えている。
グレイ
ゼッツボーンの男性幹部。IT企業の社長だったが会社が倒産してしまい、飛び降り自殺を図ろうとしていたところをハブルに誘われた。そのため、ハブルを慕っている。ずる賢いことを考えるのが得意で計算高く、人を踏みにじるのが大好き。
ミニキサラをだまし、重傷を負わせた。
『7』ではグレイワイズドという怪人態になり、ミニキサラと戦う。
最終回では人間の姿に戻り、サラリーマンとして働きだしている。
デイビー
ゼッツボーンの女性幹部。売れないアイドルで本名は『ナナミ』。見た目はかわいらしいが冷酷な性格で指からハートのビームを出すことができる。
幹部の中ではいち早く人間のころの記憶を取り戻しており、Dr.ハブルからの命令と人間に戻りたい気持ちの間で苦しむ。
『7』ではデイビージェラストという怪人態になり、シルフィーキサラと因縁の対決を繰り広げる。
最終回では人間の姿に戻り、モデルとして活躍している。
キョムール兵
ゼッツボーンの戦闘員。倒されるとミルク状に溶けてしまう。
邪凰神ニセヤツルギ3鬼衆
三幹部がDr.ハブルの手によって強制的に変身させられた姿。姿はそれぞれ2代目（スマッシュ）、3代目（グレイ）、4代目（デイビー）のヤツルギの鎧が変色したようなものになっている。
ブラックガイオンを退け、ヤツルギをも窮地に追い込むが、2代目タケル、3代目タケルが別の世界の木更津から召喚され、3人のヤツルギと3vs3の戦いを繰り広げる。
最終的な決着が着いたわけではないが、『6』の事実上のラスボスとなっている。

#### ゼッツボーンの怪人
日々の生活に絶望を抱いた人間が、ゼッツボーンの力によって怪人化した姿（特に固有の種族名は無し）。ほとんどの者が強制的に連れ去られて来た者ばかりだが、自ら進んで志願する者もいる。それぞれ人間だったころの元々の職業に関連したモチーフの怪人になっており、倒されると元の人間に戻る。
コック怪人　コックマン
漁師怪人　漁師メーン
消防怪人　ファイアメーン
警官怪人　ポリスメーン
教師怪人　ティーチメーン
医者怪人　ドクターマン
グラビア怪人　グラビアーン
大工怪人　ダイクマン
農業怪人　農家メーン
アスリート怪人　スポーツメーン
パティシエ怪人　デスイーツボーン
ファッションデザイナー怪人　シャレオツボーン
美容師怪人　チョキチョキボーン
占い怪人 シャカシャカボーン
花屋怪人 フラワーボーン
漫画家怪人 コミックボーン
ダンス怪人　ダンシングボーン
電気工事怪人　エレキックボーン

### ザンパー
『8』に登場。べじわーるどの世界を支配しようとする悪の集団。トマ太郎の持つゴールデンベジシードを狙い、人間界に来た。トマ太郎たちと同様普通の人間には見えていない。
ジーク
ザンパーの男性幹部。血の気が多く、後先を考えずに突っ走るタイプ。
最終決戦では、赤鬼のような怪人体の姿で登場。
元々はべじわーるどの野菜の妖精だったが、裏切る形でザンパーの一員となる。
ベティ
ザンパーの女性幹部。『ベティオブザキッス』、『ラブウインク』といったセクシーポーズを取りながらの呪文で攻撃を仕掛ける。
最終決戦では、緑とオレンジのアシンメトリーなデザインの怪人体の姿で登場。
元々はジーク同様、べじわーるどの野菜の妖精だったようで、トマ太郎とも仲が良かった。
ザンパー兵
ザンパーの戦闘員。
グランガービッジ
『8』のラスボス。「あのお方」と呼ばれる、ザンパーを支配する者。6つのゴールデンベジシードを奪い、べじわーるどを支配しようとしている。
実はミニトマ太郎がその正体であり、最終回で真の姿を表す。

#### ダクック兵（ダクックへい）
ベティが呼び出すザンパーの怪人。正体はザンパーによって怪人にされたべじわーるどの妖精のベジシードで、倒されると本来の姿が現れ、ベジシードが残る。
トマクラッシャー
人間界に最初に現れたトマトのダクック兵で、武器は巨大ハンマーで、トマ太郎の変身したヤツルギを圧倒した。タケルの変身したヤツルギのヤツルギボンバーで倒される。正体はトマ太郎の父親。
ダイコンミサイル
大根のダクック兵。両手のミサイルでヤツルギとキサラを追い詰めるが、ミニキサラの機転で勝機を与えられたヤツルギによって倒される。正体は大根の妖精、ダイスケくん。
キャベシールド
キャベツのダクック兵で、剣で相手を攻撃し、盾で相手の攻撃を防ぐ。ヤツルギのファイアーフェニックスで倒される。正体はキャベツの妖精、キャベ吉。
ホウレンアクス
ホウレン草のダクック兵。ベティの魔法でパワーアップし、分身能力を得た。武器は斧で、ガイオンやキサラを翻弄するが、キサラの天翔扇の前に敗れる。正体はホウレン草の妖精、ホウレン草太くん。
オニオンスラッシャー
玉ねぎの女性ダクック兵。ホウレンアクス同様ベティの魔法でパワーアップし、分身能力を得る。鉄の柱を切り裂く威力を持つ槍状の武器を持ち、ホウレンアクスと共にガイオンにダメージを与えた。最期は玉ねぎを克服したヤツルギによって倒される。正体は玉ねぎの妖精、タマネギ子ちゃん。
カボチャチェーンソー
カボチャのダクック兵。正体であるカボちゃんの心が残っており、ジーク曰く「ダクックに失敗した落ちこぼれ」。ジークの魔法によって凶悪にされてしまい、ヤツルギたちに襲いかかるが、妖精の心を捨てきれず、「あのお方」によって始末されてしまった。
ダクック兵軍団
ジークが集めていたベジシードの言霊をカボちゃんのベジシードの力で再生させたコピー怪人たち。一度倒されてもすぐに再生される能力を持つ。

### ボウガング
『9』に登場。人間に捨てられたおもちゃの怨みから生まれた悪の組織。そのため全員人間のことが嫌い。
ナイツ
ボウガングの男性幹部。元は騎士のオモチャ。冷静で紳士的だがすぐにキレる。自称ボウガング1の華麗で冷酷な男。終盤で怪人態になる。
ヴァイオレット
ボウガングの女性幹部。元はクマのヌイグルミ。可愛く、わがまま。退散するときは「バイバイヴァイオレット」と叫びながら姿を消す。終盤で怪人態になる。
チャーリー
ボウガングの男性幹部。元はロボットのオモチャ。好戦的でお調子者。けん玉が得意。終盤で怪人態になる。
ツッタカター
ボウガングの戦闘員。倒されると霧になって消滅する。
ラビー
ボウガングの首領。元は持ち主だった子供に置き去りにされた過去のあるウサギの人形で、人間に深い怨みを抱いている。話す時、語尾に「ラビ」と付ける。
終盤で人間たちへの思いを取り戻し、たけるたちと和解しそうになった3幹部に見切りをつけ、彼らを吸収したことで戦闘形態に変化した。
デュアルライジングヤツルギに倒されたことで元の人形に戻り、御札を貼られて封印される。

#### ボウガングの怪人
使われなくなり捨てられたおもちゃが、ボウガングの力で怪人化した姿。倒されると元のおもちゃに戻る。
ボウガンブロックン
ボウガンケンダマー
ボウガンダルーマ
ボウガンキャメロン
ボウガンザウルス

### NEO悪役党
出典
『11』に登場。ドクター・ハブルが率いる悪の組織。メンバーは一部を除き過去のヤツルギ魂作品に登場したキャラクターで構成されている。
ジャンジャ
『電撃!!ライデンマル』シリーズに登場したBOSO連合総裁。サッカーよりは野球派な性格で「サッカー小僧は全員ギャフンと言わせる」と豪語しているところをハブルにスカウトされる。ジョーカーとジャンクーガとは旧知の仲。
ジャンクーガ
『4』、『5』に登場した恐怪帝国幹部。自由奔放を絵にかいたような性格で誰にも止められない。ジャンジャとの再会時には笑顔を見せていた。
ジョーカー
ポーカーグループ代表。見た目は怖いが、実は食いしん坊でお茶目な性格。『絶対帰還カエルーン』に登場したジョーカーとは別人ではある。
ドクター・ハブル
悪の支配を目論む天才科学者。頭脳明晰であらゆる怪人たちを復活させる装置を開発。『ＮＥＯ悪役党』を招集しヤツルギ達を苦しめる。『6』、『7』に登場したDr.ハブルとは別人。
ミズ・バブル
ドクター・ハブルに忠実な敏腕秘書で、名前の通り、「アゲアゲ」等のバブル用語を用いる。ハブル以外にはお仕置きをするなど、とても厳しい態度をとる。

#### 再生怪人
ハブルが開発した装置にカードを装填することで復活する。倒されると元のカードに戻る。
スポーツメーン
デスイーツボーン
フィアークック
デッチャー
シャカシャカボーン
イーグルフィアー

## キャスト
シーズン1、2
メインキャストは出演のない回でも、主題歌映像中にクレジット表記あり。一方、声のみの出演者は全て役名表示なし。
- 大和タケル / ヤツルギ - 柏木佑介
- 橘マリ / キサラ - 笹丘明里
- 橘カズ - 柴田正弥
- 橘元治 - 川本浩司
- 草薙靭 - 宮沢天
- ファンガーク - 三溝浩二
- アクマリン - 瀬長奈津実（『天神キサラ』および『ヤツルギ魂』では古崎瞳）
- 天海恵美 - 小林麗菜
- 天海歩美 - 白本彩奈

スピンオフ出演
- 穂積武彦 - 徳元裕矢
- 穂積天音 - 柚りし菓

スピンオフ2出演
- 九賀カオル / オルガック - 丸山貢治

シーズン3
前作までとはキャストが一新された。
- 大和タケル / ヤツルギ - 中口翔
- 大和マリ / キサラ - 中原知南（第3クール途中まで出演）
- 獅子堂カイト / ガイオン - 新田匡章
- 橘かえで - 柚月美穂
- 鏡護未来 - 佐藤みなほ
- 鬼丸 - 三溝浩二
- 罰天狗 - 井川修司（イワイガワ）
- 伽狐姫 - 花瀬めぐみ
- リチャード猪熊 - 櫻井いっけい
- 鈴猫 - なつみ
- 七海碧生 / エルナ - 藤田薫子

スピンオフ出演
- 御童はがね - 長谷川美子
- 獅子堂アイ - 辻彩加

ドライザー出演
- 黒姫マモル（ドライザー） - 伊藤友紘
- ファンガーク - 三溝浩二
- アクマリン - なつみ
- 緑場環 - 辻彩加

シーズン4、5
前作からカイト、碧生以外のキャストが変更された。また、本作品より敵怪人の声優がクレジットされるようになった。
- 大和タケル / ヤツルギ / ヤツルギシャドウ（シーズン5 第11話・12話） / バーニングヤツルギ（シーズン5 第12話） - 花田俊
- 橘マリ / キサラ - 辻彩加
- 獅子堂カイト / ガイオン / ライトニングガイオン（シーズン5 第6話 - ） - 新田匡章
- 七海碧生 / エルナ - 藤田薫子
- 大碓マコト - 豊島歩
- 穂積太郎 - 矢那居秀樹
- 穂積ヒメ / ミニキサラ - 辻加純
- 武田ゆき - 藤岡範子
- 馬木田巴 - 長谷川美子
- ヤジューロウ - 冨江洋平
- ウシオラ - 紫水杏奈
- ジャンクーガ - 西間庭惇
- 姫川レイジ / ブラックガイオン - 高橋里央
- キャサリン - 山本夢
- キッキー - 栁澤友規
- ポコリンの声 - 涼森ゆき

超電光スパークルZ
- 高城ミズキ / スパークルアクア - 池田絢亮
- 君嶋綾陽 / スパークルファイア - 末永みゆ
- 木暮トシヤ / スパークルリーフ - 藤森晃汰
- ファンガーク - 三溝浩二（シーズン1より続投）
- アクマリン - 瀬長奈津実（シーズン1より続投）
- コアクマリン - 辻加純
- キャサリン - 山本夢（シーズン5より続投）
- ポコリンの声 - 涼森ゆき（シーズン5より続投）

シーズン6・7
- 大和タケル / ヤツルギ - 安田一大
- 橘マリ / キサラ - 丸山千晶
- 獅子堂トウマ / ライトニングガイオン - 貴瀬雄二
- 久遠ケンジ / ブラックガイオン - 大久保樹
- 橘ヒメ / ミニキサラ - 辻加純
- 獅子堂カイト / ガイオン - 新田匡章
- スマッシュ - 吉田興平
- グレイ - 千葉大将（シーズン6）、中野尚登（シーズン7）
- デイビー - 平塚奈菜
- Dr.ハブル / 羽生シュウジ / 電装マデラス - もとき
- 怪人の声 - 泰勇気、涼森ゆき

シーズン8
本作品で初めてカイト役のキャストが変更された。また、本シーズン以降のキャストは1年で交代となる。
- 大和タケル / ヤツルギ - 相澤景太
- 橘マリ / キサラ - 藤社優美
- 獅子堂カイト / ガイオン（シーズン8 第7話 - ） - 吉川大貴
- カスミちゃん / ミニキサラ - 辻加純（シーズン8 第4話 - ）
- ジーク - 西尾来人
- ベティ - 橋垣美佑
- トマ太郎 - 落合真美
- ヤツルギ（トマ太郎） - 安田一大（シーズン8 第1話）

シーズン9
- 大和たける / ヤツルギ - 小早川翔哉
- ヤマトタケル / ヤツルギ - きたつとむ
- タチバナマリ / キサラ - たむらゆっこ
- 獅子堂カイト / ガイオン - 加藤玲大
- 早乙女シュン / ヤツルギグレートファイヤー - 神崎洸太
- 亀山シロウ - タケタリーノ山口
- フウカ - 辻加純
- ナイツ - 渡部祐希
- ヴァイオレット - 木内海美
- チャーリー - 春川真広

シーズン10
- 大和タケル / ヤツルギ - 佐藤勇輝
- 橘マリ / キサラ（シーズン10 4話 - ） - 青山海美
- 獅子堂カイト / ガイオン - 山崎玲央（シーズン10 5話 - ）
- 海原愛太郎 - 武田知大
- 多紀里みこと - 藤原亜紀乃（シーズン10 4・7・8・12話）
- 奥津みや / 黒キサラ（シーズン10 10・11話）  - 辻加純
- ファンガーク - 久保龍一
- アクマリン - 紗也歌

シーズン11
- 大和タケル / ヤツルギ - 丹羽洸大
- 橘マリ / キサラ - 西緒りり
- 獅子堂カイト / ガイオン - 髙橋活宏
- ヒメ / ミニキサラ - 内山智葉
- きゃすみる / エルナ - 辻加純
- ジャンジャ - 山本真嗣
- ジャンクーガ - 西間庭惇
- ジョーカー - 木ノ下藤吉
- Dr.ハブル - 緑川良介
- ミズ・バブル - 木内海美

## スタッフ
- 脚本 - 皆波梯(1 - 4）、佐東みどり（5‐）、安江渡（5）
- 構成 - 外山政行
- アクション監督 - 早瀬重希
- 撮影/照明 - 永井裕、西尾網木
- 撮影助手 - 宮原かおり
- 録音 - 中村文勝、高島良太
- スチール - 波多野友晴
- 助監督 - 中村真也、齋藤雅寛、下島翌翔
- アクションチーム - ラルク
- ワイヤーワークス - 川本直弘、谷本峰、稲留正樹
- アクション - 辻彩加
- エンディングダンス振付け - 岩崎瑞穂
- 制作主任 - 櫛間義則
- 制作進行 - 佐藤康浩
- 制作デスク - 石野勝己、田川敏雄、飯田匡和
- ホームページ - 加藤純地
- 番組宣伝 - 川井芳文、上和田学、佐藤竜矢、新井利明、久家彰生、中村滋、岡村雄介
- 衣装 - 廣野和子、大橋菜穂子
- ヘアメイク・美装 - 木口由美子、松南冴子
- キャラクター/衣装デザイン・絵コンテ - 飯田賢祐
- タイトル/ロゴデザイン - 野原亮一、炭谷祐史
- 選曲 - 今川雄市
- CGデザイナー - 塩飽宏明、麻田哲史、石川丈絋
- CGアニメーション - 佐藤遊作
- EED - 外山政行、上倉栄治
- OP,ED,making EED -大津稔
- メイキング - 野口篤、中嶋利明
- 美術・造型 - 帯金良友、三上範久　小松大介、佐々木健之介、桐山高宣、溝端邦仁
- ロケ協力 - 八剱八幡神社、木更津市役所、木更津商工会議所、木更津港湾事務所、木更津市観光協会、木更津市民会館、金田漁業協同組合、厚生水産、ソフトクリーム屋竜ちゃん、あんとわーぷ、てんぷら定食・浜長、みのり亭、木更津バッティングセンター
- 協力 - オー・エス・ピー、イトーカンパニーグループ、オンディーナ、ケイポイント、加川事務所、木更津市商工観光課、Uコーポレーション、オフィス・ユーリー、麗タレントプロモーション、サイアンインターナショナル、電子寺子屋作曲塾、ダミーヘッドレコーズ、千葉テレビ放送
- 協賛 - 龍宮城スパホテル三日月、サンコーユニット株式会社、アイズエステート、キックボクシングジムRIKIX、madere、GARAGE JOHNNY、株式会社マツシタ
- プロデュース - 飯澤慎
- 監督 - 外山政行、上倉栄治
- 制作著作- 鳳神ヤツルギ製作委員会（1 - 4）、株式会社ヤツルギ魂（5～）

## 主題歌
鳳神ヤツルギ・オープニングテーマ「もう泣かないと空に誓った日」
作詞・作曲 - 崇太郎 / 編曲 - 崇太郎、我羇道 / 歌 - 我羇道
後半にて映像はキサラ、カズ登場などの物に差し替え。
鳳神ヤツルギ2&3・オープニングテーマ「金色の戦士 その名はヤツルギ」
作詞・作曲 - 川瀬知香 / 編曲 - 川瀬知香 / 歌 - 日野章吾
前作とは一変して、ヒーローらしさを前面に出した一曲。今回も後半に映像が差し替えられている。
鳳神ヤツルギ4＆5・オープニングテーマ「輝くHERO!僕らのヤツルギ」
作詞・作曲 - 寺沢功一 / 編曲 -　寺沢功一、渡部チェル / 歌 - 森正樹
鳳神ヤツルギ6&7・オープニングテーマ「ド派手に見参！ヤツルギ将来！」
作詞・作曲 - 川瀬知香 / 歌 - 日野章吾＆みおれ（電気茶道部）
『7』第1話ではEDとして使用。
鳳神ヤツルギ7・オープニングテーマ「電装！！マデラス」
作詞・作曲 - アキダス / 編曲 - 塙一郎　アキダス
1話のみで使用された、マデラスのテーマソング。歌唱者のクレジットはなし。
鳳神ヤツルギ8・オープニングテーマ「上っ面フリックアウト」
作詞・作曲 - 川瀬知香 / 歌 - 日野章吾
鳳神ヤツルギ9・オープニングテーマ「無敵バトルクライ」
作詞 - nobara kaede / 作曲・編曲 - ISAKICK　吹野クワガタ / 歌 - 特撮Boyz
『5』以来5年ぶりの日野が歌唱しないOP曲となった。
鳳神ヤツルギ10・オープニングテーマ「マイヒーロー ～己貫いてみせろ！～」
作詞 - 飯澤慎・菊地諒/ 作曲・編曲 - えとゆま/ 歌 - 特撮Boyz
鳳神ヤツルギ11・オープニングテーマ「大丈夫の法則」
作詞 - 千大翼/ 作曲・編曲 - 芝山武憲/ 歌 - 特撮Boyz
鳳神ヤツルギエンディングテーマ「ヤツルギ招来 〜ヒーローになるための一歩〜」
作詞・作曲 - 川瀬知香 / 編曲 - 川瀬知香 / 歌 - 日野章吾
超電光スパークルZ・オープニングテーマ「超電光スパークルZ ～Ready Go～」
作詞・作曲 - アキダス /編曲 - アキダス、塙 一郎 / 歌 - アキダス
超電光スパークルZ・エンディングテーマ「ワハハダンス」
作詞・作曲 - アキダス /編曲 - アキダス、塙 一郎 / 歌 - アキダス

## 放映リスト
放送日は全てチバテレでの放送日を記載。
| 鳳神ヤツルギ | 鳳神ヤツルギ | 鳳神ヤツルギ                            | 鳳神ヤツルギ   |
| 放送日       | 話数         | サブタイトル                            | 深海獣         |
| ------------ | ------------ | --------------------------------------- | -------------- |
| 2011年4月2日 | 第一話       | ヤツルギ招来!                           | イカリタートル |
| 4月9日       | 第二話       | ヤツルギの秘密を招来!                   | トビウオカメラ |
| 4月16日      | 第三話       | 剱を探して招来!!                        | ナマコロケット |
| 4月23日      | 第四話       | 必殺剣で招来!!                          | デバヤシガニ   |
| 4月30日      | 第五話       | 秘密を守って招来!!                      | ウツボタイヤー |
| 5月7日       | 第六話       | キサラ招来!!                            | タコサンダー   |
| 5月14日      | 第七話       | キサラ危機一髪で招来!!                  | クラゲシャワー |
| 5月21日      | 第八話       | 力を合わせて招来!!                      | エイブーメラン |
| 5月28日      | 第九話       | 大ピンチ、ザブーンの罠で招来!!          |                |
| 6月4日       | 第十話       | 激闘!アクマリンで招来!!                 |                |
| 6月11日      | 第十一話     | 激闘!剱（つるぎ）をかけた大決闘に招来!! |                |
| 6月18日      | 最終話       | 最終決戦で招来!!                        | キングオーガ   |
| 6月25日      | 総集編       | 総集編                                  | 総集編         |

| 鳳神ヤツルギ2 | 鳳神ヤツルギ2 | 鳳神ヤツルギ2                | 鳳神ヤツルギ2          |
| 放送日        | 話数          | サブタイトル                 | 怪人                   |
| ------------- | ------------- | ---------------------------- | ---------------------- |
| 2012年1月7日  | 第1話         | 新たなる敵、招来!!           | ブルドリラー           |
| 1月14日       | 第2話         | 新たなる力に招来!!           | ブルドリラー           |
| 1月21日       | 第3話         | 鳳凰変幻に招来!!             | エレキバット           |
| 1月28日       | 第4話         | ザブーンの暗躍?に招来!!      | 幻惑アゲハ             |
| 2月4日        | 第5話         | 恵美の秘密に招来!!           | ガゼルランサー         |
| 2月11日       | 第6話         | キサラ復活の招来!!           | コルコンドル           |
| 2月18日       | 第7話         | 不幸の大捜索線に招来!!       | ワザワイカブト         |
| 2月25日       | 第8話         | 激闘!反逆の戦士に招来!!      | ベアックス             |
| 3月3日        | 第9話         | 打倒!ソニクジャク!!に招来!!  |                        |
| 3月10日       | 第10話        | 復讐のウルブレード!!に招来!! |                        |
| 3月17日       | 第11話        | 復活の魔王!?ついに招来!!     | キングオーガ・シャドウ |
| 3月24日       | 第12話        | 最後の死闘!!に招来!!         | 皇帝ダークザウラー     |
| 3月31日       | 総集編        | 総集編                       | 総集編                 |

| 鳳神ヤツルギ3                            | 鳳神ヤツルギ3    | 鳳神ヤツルギ3                                       | 鳳神ヤツルギ3                     |
| 放送日                                   | 話数             | サブタイトル                                        | あやかし                          |
| ---------------------------------------- | ---------------- | --------------------------------------------------- | --------------------------------- |
| 2012年10月6日                            | 第1話            | アクション!ヤツルギ招来!                            |                                   |
| 10月13日                                 | 第2話            | 始動!妖怪軍団ドローン招来!                          |                                   |
| 10月20日                                 | 第3話            | 強敵!あやかし招来!                                  | あやかしぶんぐ                    |
| 10月27日                                 | 第4話            | タケル、初めての壁!?に招来!                         |                                   |
| 11月3日                                  | 第5話            | タケルの迷い?戦う理由に招来!                        | あやかしかたし                    |
| 11月10日                                 | 第6話            | 吸い込み注意!VSあやかしかたしに招来!                | あやかしかたし                    |
| 11月17日                                 | 第7話            | カイト、秘密の一大決意に招来!                       | あやかしてぃーぶい                |
| 11月24日                                 | 第8話            | アクション映画にご用心?VSあやかしてぃーぶぃに招来!  | あやかしてぃーぶい                |
| 12月1日                                  | 第9話            | 逆襲!あやかしぶんぐに招来!                          | あやかしぶんぐ                    |
| 12月8日                                  | 第10話           | 蒼き戦士、爆誕!に招来!                              | あやかしぶんぐ                    |
| 12月15日                                 | 第11話           | 怒りの妖怪神!に招来!                                | あやかしがさ                      |
| 12月22日                                 | 第12話           | 振り回し現金!VSあやかしがさに招来!                  | あやかしがさ                      |
| 12月29日                                 | 第13話           | 託された力!マリの決意、に招来!                      | あやかしどおる                    |
| 2013年1月5日～3月30日は第1クールの再放送 |                  |                                                     |                                   |
| 4月6日                                   | ガイオン総集編   | ガイオン総集編                                      | ガイオン総集編                    |
| 4月13日                                  | 第14話           | 兄弟戦士!天神キサラ、招来!!                         | あやかしどおる                    |
| 4月20日                                  | 第15話           | 狙われた少女、招来!!                                | あやかしどけい                    |
| 4月27日                                  | 第16話           | あぶない時間? VSあやかしどけいに招来!!              | あやかしどけい                    |
| 5月4日                                   | 第17話           | タケル、運命の対峙に招来!!                          | あやかしれいこ                    |
| 5月11日                                  | 第18話           | 凍結注意!VSあやかしれいこに招来!                    | あやかしれいこ                    |
| 5月18日                                  | 第19話           | 凍った心、揺らいだ決意に招来!                       | あやかしれいこ                    |
| 5月25日                                  | 第20話           | ヤツルギター!!に招来!                               | あやかしれいこ あやかしげいむ     |
| 6月1日                                   | 第21話           | ステージ攻略!?VSあやかしげえむに招来!               | あやかしげいむ                    |
| 6月8日                                   | 第22話           | 妖気退散チャレンジ!あやかしげえむに招来!            |                                   |
| 6月15日                                  | 第23話           | あやかしの素材を求めて、招来!                       |                                   |
| 6月22日                                  | 第24話           | 鬼丸変化!に招来!                                    |                                   |
| 6月29日                                  | 第25話           | 大激戦!鬼丸の攻撃を見切れ!に招来!                   |                                   |
| 7月6日～9月28日は第2クールの再放送       |                  |                                                     |                                   |
| 10月5日                                  | 閃神エルナ総集編 | 閃神エルナ総集編                                    | 閃神エルナ総集編                  |
| 10月12日                                 | 第26話           | カイト、リベンジへの秘策ゲット?に招来!!             | あやかしぐるま                    |
| 10月19日                                 | 第27話           | 曲芸披露?VSあやかしぐるまに招来!!                   | あやかしぐるま                    |
| 10月26日                                 | 第28話           | ニャオーン!登場、新幹部!に招来!!                    | あやかしぐるま                    |
| 11月2日                                  | 第29話           | かえでの決断、に招来!!                              |                                   |
| 11月9日                                  | 第30話           | 気分はカッパ巻き?VSあやかしきものに招来!!           | あやかしきもの                    |
| 11月16日                                 | 第31話           | 穏やかな日常(?)に招来!!                             | あやかしきもの                    |
| 11月23日                                 | 第32話           | やぶられた平穏、に招来!!                            | あやかしきもの                    |
| 11月30日                                 | 第33話           | 脱出不可?VSあやかしきんこに招来!!                   | あやかしきんこ                    |
| 12月7日                                  | 第34話           | 新たな力、鳳凰剣!招来!!                             |                                   |
| 12月14日                                 | 第35話           | ガイオンの正体!に招来!!                             | あやかしでんわ                    |
| 12月21日                                 | 第36話           | 隠していた思い、に招来!!                            |                                   |
| 12月28日                                 | 第37話           | 迷いの獅子、に招来!!                                |                                   |
| 2014年1月4日                             | 第38話           | 新たなスタート!目覚めた蒼き獅子、に招来!!           |                                   |
| 1月11日                                  | 第39話           | ヤツルギの弱点!?に招来!!                            | あやかしてきすと                  |
| 1月18日                                  | 第40話           | みんなでお勉強?VSあやかしてきすとに招来!!           | あやかしてきすと あやかしすぽーつ |
| 1月25日                                  | 第41話           | 目指せ甲子園!?VSあやかしすぽーつに招来!!            | あやかしすぽーつ                  |
| 2月1日                                   | 第42話           | 奇跡の種、に招来!!                                  | あやかしでぃっしゅ                |
| 2月8日                                   | 第43話           | いなくなった未来、に招来!!                          |                                   |
| 2月15日                                  | 第44話           | きけんなテーブルナマー?VSあやかしでぃっしゅに招来!! | あやかしでぃっしゅ                |
| 2月22日                                  | 第45話           | 別れの言葉、に招来                                  |                                   |
| 3月1日                                   | 第46話           | 鬼神覚醒、に招来！                                  |                                   |
| 3月8日                                   | 第47話           | 明かされる真実！に招来！                            |                                   |
| 3月15日                                  | 第48話           | 復活の妖怪神！に招来！                              | 妖怪神                            |
| 3月22日                                  | 第49話           | 未来への最終決戦に招来！                            | 妖怪神                            |
| 3月29日                                  | 第50話           | 永遠の絆に招来！！                                  |                                   |

| 鳳神ヤツルギ4 | 鳳神ヤツルギ4 | 鳳神ヤツルギ4                                | 鳳神ヤツルギ4               |
| 放送日        | 話数          | サブタイトル                                 | 恐怪獣                      |
| ------------- | ------------- | -------------------------------------------- | --------------------------- |
| 2014年10月4日 | 第1話         | 復活の恐怪帝国！                             | タートルフィアー            |
| 10月11日      | 第2話         | 目覚めよ天神キサラ！                         | フィアーウルフ              |
| 10月18日      | 第3話         | ガイオン・ミッションスタート！               | イカフィアー                |
| 10月25日      | 第4話         | キサラ復活、新たな力・天翔剣！               | フィアーラビット            |
| 11月1日       | 第5話         | 銚子からの来訪者！                           | フィアーバイソン            |
| 11月8日       | 第6話         | よみがえる勇気！                             | フィアークック              |
| 11月15日      | 第7話         | 蒼き閃光、呼び起こせ、絆！                   | スネイクフィアー            |
| 11月22日      | 第8話         | 黒き鳳凰、爆誕！                             | イーグルフィアー 黒ヤツルギ |
| 11月29日      | 第9話         | 愛を受け継ぐ小さな戦士                       | フィアーパンダ              |
| 12月6日       | 第10話        | 二人の鳳凰、光と闇の激突！                   | 黒ヤツルギ                  |
| 12月13日      | 第11話        | 迫る絶望！脅威の合体恐怪獣！                 | デモンフィアー              |
| 12月20日      | 第12話        | 輝く希望！羽ばたけ光の鳳凰（フェニックス）！ | 恐怪帝国皇帝ディスカード    |
| 12月27日      | 総集編        | 総集編                                       | 総集編                      |

| 鳳神ヤツルギ5 | 鳳神ヤツルギ5 | 鳳神ヤツルギ5                | 鳳神ヤツルギ5                              |
| 放送日        | 話数          | サブタイトル                 | 恐怪獣                                     |
| ------------- | ------------- | ---------------------------- | ------------------------------------------ |
| 2015年10月3日 | 第1話         | 悪夢、再び！                 | シザースフィアー タートルフィアー          |
| 10月10日      | 第2話         | 犯人はガイオン？             | ピローフィアー フィアーウルフ イカフィアー |
| 10月17日      | 第3話         | 狙われたヒメ！               | ベビーフィアー フィアーパンダ              |
| 10月24日      | 第4話         | 対決！2人のガイオン！        | ハンコフィアー フィアーバイソン            |
| 10月31日      | 第5話         | キッキーの作戦！             | フィアーラビット                           |
| 11月7日       | 第6話         | 新たなる力！                 | マンホールフィアー フィアークック          |
| 11月14日      | 第7話         | タケルの叶わぬ思い           | イーグルフィアー                           |
| 11月21日      | 第8話         | 超皇帝ディスギルド、目覚める | スニーカーフィアー                         |
| 11月28日      | 第9話         | カイト、決死の思いやり       | 超皇帝ディスギルド                         |
| 12月5日       | 第10話        | 恐怪帝国の逆襲!              | 超皇帝ディスギルド                         |
| 12月12日      | 第11話        | 覚醒!黒の戦士!               | 超皇帝ディスギルド                         |
| 12月19日      | 第12話        | そして、新たな始まりへ       | 超皇帝ディスギルド                         |
| 12月26日      | 総集編        | 総集編                       | 総集編                                     |

| 鳳神ヤツルギ6 | 鳳神ヤツルギ6 | 鳳神ヤツルギ6                      | 鳳神ヤツルギ6                 |
| 放送日        | 話数          | サブタイトル                       | 怪人                          |
| ------------- | ------------- | ---------------------------------- | ----------------------------- |
| 2016年10月1日 | 第1話         | 目覚めし、正義の力！               | コック怪人 コックマン         |
| 10月8日       | 第2話         | ゼツボーの恐怖！                   | 漁師怪人 漁師メーン           |
| 10月15日      | 第3話         | 新たなる仲間！                     | 消防怪人 ファイアメーン       |
| 10月22日      | 第4話         | 凶悪3幹部！                        | 警官怪人 ポリスメーン         |
| 10月29日      | 第5話         | 怒りのヤツルギ！                   | 教師怪人 ティーチメーン       |
| 11月5日       | 第6話         | 反省、そして成長！                 | 医者怪人 ドクターマン         |
| 11月12日      | 第7話         | 激突！女戦士VS女怪人！             | グラビア怪人 グラビアーン     |
| 11月19日      | 第8話         | ライトニングガイオン、フルパワー！ | 大工怪人 ダイクマン           |
| 11月26日      | 第9話         | 捕らわれのマリ！                   | 農業怪人 農家メーン           |
| 12月3日       | 第10話        | 武器は、勇気！                     | アスリート怪人 スポーツメーン |
| 12月10日      | 第11話        | 正義VS悪！                         |                               |
| 12月17日      | 第12話        | ヤツルギ、絶望！                   | 邪凰神ニセヤツルギ3鬼衆       |
| 12月24日      | 第13話        | 夢と希望と正義の心！               | 邪凰神ニセヤツルギ3鬼衆       |
| 12月31日      | 総集編        | 総集編                             | 総集編                        |

| 鳳神ヤツルギ7 | 鳳神ヤツルギ7 | 鳳神ヤツルギ7                            | 鳳神ヤツルギ7                                                                        |
| 放送日        | 話数          | サブタイトル                             | 怪人                                                                                 |
| ------------- | ------------- | ---------------------------------------- | ------------------------------------------------------------------------------------ |
| 2017年10月7日 | 第1話         | たったひとりの希望（ヒーロー）           | ブルドリラー 幻惑アゲハ コルコンドル ガゼルランサー ソニクジャク                     |
| 10月14日      | 第2話         | 悪夢再び！ゼッツボーン大復活！           | パティシエ怪人 デスイーツボーン                                                      |
| 10月21日      | 第3話         | キサラの愛の力！デディケイト アライブ!!  | ファッションデザイナー怪人 シャレオツボーン 美容師怪人 チョキチョキボーン            |
| 10月28日      | 第4話         | 希望を守る最強戦士！グレンカムイ超招来!! | 美容師怪人 チョキチョキボーン                                                        |
| 11月4日       | 第5話         | シビれるゼ!! Wガイオンの超パワー！       | 美容師怪人 チョキチョキボーン 占い師怪人 シャカシャカボーン 花屋怪人 フラワーボーン  |
| 11月11日      | 第6話         | 美神（びしん）降臨!! キサラの新たな力！  | 花屋怪人 フラワーボーン 漫画家怪人 コミックボーン                                    |
| 11月18日      | 第7話         | 闇の雄叫び!! シャドウハウンド!?          | 漫画家怪人 コミックボーン シャドウハウンド                                           |
| 11月25日      | 第8話         | 奮え!! 神の力！フェニックスブレイカー!!  | ダンス怪人 ダンシングボーン                                                          |
| 12月2日       | 第9話         | 衝撃の過去!! Dr.ハブルの秘密！           | ブルドリラー ソニクジャク ベアックス                                                 |
| 12月9日       | 第10話        | ついに発動!! 最凶最悪の絶望計画！        | 電気工事怪人 エレキックボーン                                                        |
| 12月16日      | 第11話        | 正義と悪の究極決戦!!                     | デイビージェラスト グレイワイズド スマッシュブラスト シャドウハウンド ハブルカイザー |
| 12月23日      | 第12話        | 希望VS絶望（ヤツルギｖｓハブル）!!       | デイビージェラスト グレイワイズド スマッシュブラスト シャドウハウンド ハブルカイザー |
| 12月30日      | 第13話        | 未来の希望（ヒーロー）へ!!               | ハブルカイザー                                                                       |
| 未放送        | 第14話        | マデラスVSガイオン!?                     |                                                                                      |

| 鳳神ヤツルギ8 | 鳳神ヤツルギ8 | 鳳神ヤツルギ8                        | 鳳神ヤツルギ8                       |
| 放送日        | 話数          | サブタイトル                         | ダクック兵                          |
| ------------- | ------------- | ------------------------------------ | ----------------------------------- |
| 2018年10月6日 | ＃1           | 君こそがヤツルギ！                   | トマクラッシャー                    |
| 10月13日      | ＃2           | 私たちが世界を救う？                 | トマクラッシャー                    |
| 10月20日      | ＃3           | ベジシードの魔力でヤツルギ大爆発！   | ダイコンミサイル                    |
| 10月27日      | ＃4           | 怒りのマリ！天神キサラ招来！そして   | ダイコンミサイル                    |
| 11月3日       | ＃5           | 頼りないタケルと悪のヤツルギ招来!?   |                                     |
| 11月10日      | ＃6           | 燃えよ正義の鳳凰剣！                 | キャベシールド                      |
| 11月17日      | ＃7           | 吠えろガイオン！ミッションスタート！ | ホウレンアクス オニオンスラッシャー |
| 11月24日      | ＃8           | 苦手強敵増殖！ヒーローたち大苦戦！   | ホウレンアクス オニオンスラッシャー |
| 12月1日       | ＃9           | やめて！ダクック兵は悪くない！       | カボチャチェーンソー                |
| 12月8日       | ＃10          | そんな！ダクック兵がいっぱい！?      | ダクック兵軍団                      |
| 12月15日      | ＃11          | もう戦うしかないの!?                 | ダクック兵軍団                      |
| 12月22日      | ＃12          | とどけ！みんなの想い！               | ジーク、ベティ                      |
| 12月29日      | ＃13          | みよ！これぞヤツルギ最大の力！       | グランガービッジ                    |

| 鳳神ヤツルギ9 | 鳳神ヤツルギ9 | 鳳神ヤツルギ9                            | 鳳神ヤツルギ9                       |
| 放送日        | 話数          | サブタイトル                             | 登場怪人                            |
| ------------- | ------------- | ---------------------------------------- | ----------------------------------- |
| 2020年3月7日  | 第1話         | たけるとタケル！                         | ボウガンブロックン                  |
| 3月14日       | 第2話         | ヤツルギとキサラ！                       | ボウガンブロックン                  |
| 3月21日       | 第3話         | ガイオン、参上！                         | ボウガンケンダマー                  |
| 3月28日       | 第4話         | マリの気持ち！                           | ボウガンダルーマ ボウガンキャメロン |
| 4月4日        | 第5話         | チビキサラの教え！                       | ボウガンザウルス                    |
| 4月11日       | 第6話         | 復讐の3幹部！                            | ナイツ、チャーリー、ヴァイオレット  |
| 4月18日       | 第7話         | 最凶最悪のオモチャ、ラビー！             | 復讐神ラビー                        |
| 4月25日       | 第8話         | 未来を守れ！デュアルライジングヤツルギ！ | 復讐神ラビー                        |

| 鳳神ヤツルギ10 | 鳳神ヤツルギ10 | 鳳神ヤツルギ10       | 鳳神ヤツルギ10                                |
| 放送日         | 話数           | サブタイトル         | 深海獣                                        |
| -------------- | -------------- | -------------------- | --------------------------------------------- |
| 2021年10月2日  | 第1話          | ヤツルギ、招来!      | イカリタートル                                |
| 10月9日        | 第2話          | 地獄のはい、ポーズ!  | トビウオカメラ                                |
| 10月16日       | 第3話          | ナマコの逆襲!        | ナマコロケット                                |
| 10月23日       | 第4話          | 変身、キサラ!        | デバヤシガ                                    |
| 10月30日       | 第5話          | ガイオン、参上!      | ウツボタイヤー                                |
| 11月6日        | 第6話          | 恐怖の電撃怪人！     | タコサンダー                                  |
| 11月13日       | 第7話          | 海の戦士！           | クラゲシャワー(第7話) エイブーメラン(第7,8話) |
| 11月20日       | 第8話          | 水族館の戦い！       | クラゲシャワー(第7話) エイブーメラン(第7,8話) |
| 11月27日       | 第9話          | 哀しき、アクマリン！ |                                               |
| 12月4日        | 第10話         | 死闘、ファンガーク！ |                                               |
| 12月11日       | 第11話         | 最凶の王！           | キングオーガ 黒ヤツルギ(最終話)               |
| 12月18日       | 最終話         | 海を愛する者たち！   | キングオーガ 黒ヤツルギ(最終話)               |
| 12月25日       | 総集編         | 総集編               | 総集編                                        |

| 鳳神ヤツルギ11 | 鳳神ヤツルギ11 | 鳳神ヤツルギ11   | 鳳神ヤツルギ11     |
| 放送日         | 話数           | サブタイトル     | 怪人               |
| -------------- | -------------- | ---------------- | ------------------ |
| 2023年11月4日  | 第1話          | ヤツルギ魂       | スポーツメーン     |
| 11月11日       | 第2話          | 奪われたお菓子   | デスイーツボーン   |
| 11月18日       | 第3話          | 配信スピリット   | フィアークック     |
| 11月25日       | 第4話          | 怒ったマリ       | デッチャー         |
| 12月1日        | 第5話          | 呪いのミサンガ   | シャカシャカボーン |
| 12月8日        | 第6話          | 強がりジャンジャ | イーグルフィアー   |
| 12月15日       | 第7話          | 災いをもたらす者 | ディザァーク       |
| 12月23日       | 最終話         | チーム・ヤツルギ | ディザァーク       |

## 放送局
| 千葉県         | 千葉テレビ放送 （チバテレ）  | 2011年4月2日 - 6月18日（本放送） 2011年6月25日（総集編）                                                               | 土曜 7時30分 - 8時00分                                           |                                                                     |
| 全国           | TwellV                       | 2011年7月22日 - 10月15日                                                                                               | 金曜 17時30分 - 18時00分                                         | BS放送                                                              |
| 日本全域       | YouTube                      | 2011年7月22日 - 10月15日                                                                                               | 金曜 17時30分 - 18時00分                                         | ネット配信                                                          |
| 日本全域       | USTREAM                      | 2011年7月22日 - 10月15日                                                                                               | 金曜 17時30分 - 18時00分                                         | ネット配信                                                          |
| 日本全域       | YouTube                      | 2012年1月5日 - 不明 |                                                                  | ネット配信 全話配信していたが、後に1話を除く全話の配信が終了。      |
| 鳳神ヤツルギ2  |                              | |                                                                  |                                                                     |
| 千葉県         | 千葉テレビ放送 （チバテレ）  | 2012年1月7日 - 2012年3月24日（本放送） 2012年3月31日（総集編）                                                         | 土曜 7時30分 - 8時00分                                           |                                                                     |
| 全国           | TwellV                       | 2012年4月6日 - 6月29日                                                                                                 | 金曜 17時30分 - 18時00分                                         | BS放送                                                              |
| 日本全域       | YouTube                      | 2012年4月6日 - 6月29日                                                                                                 | 金曜 17時30分 - 18時00分                                         | ネット配信                                                          |
| 鳳神ヤツルギ3  |                              | |                                                                  |                                                                     |
| 千葉県         | 千葉テレビ放送 （チバテレ）  | 2012年10月6日 - 12月29日（第1クール） 2013年4月13日 - 6月29日（第2クール） 2013年10月12日 - 2014年3月29日（第3クール） | 土曜 7時30分 - 7時45分                                           |                                                                     |
| 鳳神ヤツルギ4  |                              | |                                                                  |                                                                     |
| 千葉県         | 千葉テレビ放送 （チバテレ）  | 2014年10月4日 - 12月20日（本放送） 2014年12月27日（総集編）                                                            | 土曜 7時30分 - 8時00分                                           |                                                                     |
| 日本全域       | ニコニコ生放送               | 2014年10月4日- 12月20日（本放送） 2014年12月27日（総集編）                                                             | 土曜 20時00分 - 20時30分                                         | ネット配信                                                          |
| 日本全域       | GYAO!                        | 2016年2月5日 - 3月11日                                                                                                 | 金曜0時更新                                                      | ネット配信 2話同時更新 ディレクターズカット版を配信                 |
| 鳳神ヤツルギ5  |                              | |                                                                  |                                                                     |
| 千葉県         | 千葉テレビ放送 （チバテレ）  | 2015年10月3日 - 12月19日（本放送） 2015年12月26日（総集編）                                                            | 土曜 7時30分 - 8時00分                                           |                                                                     |
| 日本全域       | ニコニコ生放送               | 2015年10月3日 - 12月19日                                                                                               | 土曜 20時00分 - 20時30分                                         | ネット配信 総集編は未配信                                           |
| 日本全域       | GYAO!                        | 2016年3月18日 - 4月22日                                                                                                | 金曜0時更新                                                      | ネット配信 2話同時更新 ディレクターズカット版を配信                 |
| 鳳神ヤツルギ6  |                              | |                                                                  |                                                                     |
| 千葉県         | 千葉テレビ放送 （チバテレ）  | 2016年10月1日 - 12月24日（本放送） 2016年12月31日（総集編） 2019年1月6日 - 3月30日（再放送）                           | 土曜 7時30分 - 7時45分 土曜 17時‐17時15分 土曜 7時45分 - 8時00分 |                                                                     |
| 日本全域       | ニコニコチャンネル           | 2016年10月1日 - 12月24日（本放送） 2016年12月31日（総集編）                                                            | 土曜8時更新                                                      | ネット配信 1週間無料配信                                            |
| 日本全域       | GYAO!                        | 2016年10月5日 - 12月25日（本放送） 2019年1月13日 - 3月31日（再放送）                                                   | 日曜0時更新                                                      | ネット配信 1話は永久無料配信 2話以降は1週間無料配信                 |
| 鳳神ヤツルギ7  |                              | |                                                                  |                                                                     |
| 千葉県         | 千葉テレビ放送 （チバテレ）  | 2017年10月7日 - 12月30日(本放送) 2019年7月6日 - 9月28日(再放送)                                                        | 土曜 7時30分 - 7時45分                                           |                                                                     |
| 日本全域       | ニコニコチャンネル           | 2017年10月7日 - 12月30日                                                                                               | 土曜8時更新                                                      | ネット配信 1話は永久無料配信 2話以降は1週間無料配信ののち、有料配信 |
| 日本全域       | GYAO!                        | 2017年10月8日 - 12月31日(本放送) 2019年7月7日 - 9月29日(再放送)                                                        | 日曜0時更新                                                      | ネット配信 1話は永久無料配信 2話以降は1週間無料配信                 |
| 鳳神ヤツルギ8  |                              | |                                                                  |                                                                     |
| 千葉県         | 千葉テレビ放送 （チバテレ）  | 2018年10月6日 - 12月29日（本放送） 2019年4月6日 - 6月29日（再放送1回目） 2020年1月4日 - 3月28日（再放送2回目）         | 土曜 7時30分 - 7時45分 土曜 7時45分 - 8時00分                    |                                                                     |
| 日本全域       | ニコニコチャンネル           | 2018年10月6日 - 12月29日                                                                                               | 土曜8時更新                                                      | ネット配信 1週間無料配信                                            |
| 日本全域       | GYAO!                        | 2018年10月7日 - 12月30日（本放送） 2019年4月7日 - 6月30日（再放送1回目） 2020年1月5日 - 3月29日（再放送2回目）         | 日曜0時更新                                                      | ネット配信 1週間無料配信                                            |
| 鳳神ヤツルギ9  |                              | |                                                                  |                                                                     |
| 千葉県         | 千葉テレビ放送 （チバテレ）  | 2020年3月7日 - 4月25日(本放送) 2020年8月1日 - 9月15日(再放送)                                                          | 土曜 7時30分 - 7時45分                                           |                                                                     |
| 日本全域       | ニコニコチャンネル           | 2020年3月7日 - 4月25日                                                                                                 | 土曜8時更新                                                      | ネット配信 1週間無料配信                                            |
| 日本全域       | GYAO!                        | 2020年3月8日 - 4月26日                                                                                                 | 日曜0時更新                                                      | ネット配信 1週間無料配信                                            |
| 鳳神ヤツルギ10 |                              | |                                                                  |                                                                     |
| 千葉県         | 千葉テレビ放送 （チバテレ）  | 2021年10月2日 - 12月18日（本放送） 2021年12月25日(総集編)                                                              | 土曜 7時30分 - 7時45分                                           |                                                                     |
| 日本全域       | YouTube ヤツルギ魂チャンネル | 2021年10月2日 - 12月18日（本放送） 2021年12月25日(総集編)                                                              | 土曜7時30分更新                                                  | ネット配信 1話は無期限配信 2話以降は1週間無料配信                   |
| 鳳神ヤツルギ11 |                              | |                                                                  |                                                                     |
| 千葉県         | 千葉テレビ放送 （チバテレ）  | 2023年11月4日 - 12月23日                                                                                               | 土曜 7時30分 - 8時00分                                           |                                                                     |
| 日本全域       | YouTube ヤツルギ魂チャンネル | 2023年11月4日 - 12月23日                                                                                               | 土曜7時30分更新                                                  | ネット配信 1話は無期限配信 2話以降は1週間無料配信                   |

## 配信・DVD
販売形式は、当初は放送終了後の動画有料配信、およびDVD、DVDトースター（DVD+R DLを使用した配信書き込みサービス）で販売。3以降は新作はニコニコ動画やGYAO!などで配信、旧作はYouTubeで無料配信を行っている。第1話収録のDVD-R版も期間限定で限定販売された。また、数量限定のローソンLoppi販売分については売上げ5%を東日本大震災の復興支援義援金として寄付されることになっている。DVD版には未放映シーンを含めた本編の他、各種特典映像を収録。

## 派生作品群

### ヤツルギ魂（テレビ番組）
2011年10月9日から2012年3月25日まで、千葉テレビ放送で放送されていた子供番組（当番組も、千葉テレビ放送は制作協力）。ヤツルギなどが子供たちとダンスやゲームなどでふれあう15分番組。放送時間は毎週日曜7:30-7:45。なお、「ヤツルギ魂」は前述のとおりファンクラブの名称でもある。公式ホームページでは木更津市内にある、龍宮城スパホテル三日月キッズガーデンで実施される毎月1回の収録に参加するちびっ子を広く募集していて、出演したちびっ子は番組途中やエンドロールで名前が紹介される。
第13回放送となる2012年1月1日（この日はチバテレ年末年始特別編成により、12:45-13:00に放送）は、お正月特番として、2011年12月18日に木更津市民会館で行われたイベント「鳳神ヤツルギ2 チャリティイベント がんばろう日本!!」の模様を放送した。
2012年3月25日放送で一度終了。2012年3月に発行された『鳳神ヤツルギ新聞』では、「ひとまず終了」とされていて、期間を置いて再度放送することが示唆されている。

#### 主なコーナー
- ヤツルギとあそぼう - あらかじめ出演するちびっ子を2チームに分け、ヤツルギチームとザブーンチームに分かれての対抗戦（行われた遊びは下記表を参照）
- ヤツルギ招来レポート（各地で行われたアクションショーの様子をVTRで紹介）
- オリジナル深海獣コンテスト - 出演するちびっ子が、オリジナル深海獣を考え、採用されるとアクションショーに登場する可能性がある。グランプリ受賞作は実際にコスチュームが製作されアクションショーで登場している。
  - 第1回グランプリ - ヒトデメガネ
  - 第2回グランプリ - タコドリル
  - 第3回グランプリ - ふぐじてんしゃ
  - 第4回グランプリ - くじらじお
  - 第5回グランプリ - イカハンマー
- ギョジーンへいのおしごとおしえて - 千葉県内で働く人たちを紹介。基本的には木更津市周辺の企業（主にヤツルギへの協力会社）を取り上げている。（行った先は下記表を参照）
- ヤツルギダンス
- ヤツルギじゃんけん

#### 出演
- ヤツルギ - 柏木佑介（声）
- キサラ - 笹丘明里（声）
- メインMC
  - ファンガーク（三溝浩二）（第1-4、6、8、10、12、15、16、19、21、23回）
  - アクマリン（古崎瞳）（第5、7、9、11、14、16、22、24回）
  - 草薙靭（宮沢天）（第5、7、9、11、14、16、18、10回）
  - 長谷川美子（第6、8回）
  - 橘マリ （笹丘明里）（第10、12、15、16、22、24回）
  - 古崎瞳（第18回）
  - 天海恵美（小林麗菜）（第19、20、21、23回）
- アシスタントMC
アシスタントMCとしてジュニアグループ『α bit』（アルファビット）が担当する。出演メンバーは回によって異なる。
メンバーは、大谷彩月、増渕有咲、石倉綾音、大野ひかる、永野ありさ、永野りな、鷲見心花、清宮里佳子、板垣麗奈
- コアクマリン、こどもギョジーン、こどもヤツルギ、こどもキサラ、こどもピンクギョジーン
出演する子どもの中から、男女2人をコスプレさせ出演。第18回よりヤツルギ&キサラ&ピンクギョジーンの子供用スーツも使用。

#### 「ヤツルギ魂」スタッフ
- 企画・プロデュース - 飯澤慎
- 編成 - 上倉栄治
- 撮影/照明 - 永井裕、外山政行
- 録音 - 大月洋介
- MA - 大津稔
- CG - 石田真人
- EED - 上倉栄治
- キャラクター/ロゴデザイン - 飯田賢祐
- 美術 - 帯金良友
- 制作進行 - 櫛間義則、横田渉
- 撮影協力 - 龍宮城スパホテル三日月キッズガーデン
- 協力企業 - 株式会社マツシタ、サンコーユニット株式会社、株式会社マデール、マンションどっとこむ、龍宮城スパホテル三日月、キックボクシングジムRIKIX、MOBSTYLES、GARAGE JOHNNY、千葉テレビ放送
- 制作著作 - 鳳神ヤツルギ製作委員会

### ヤツルギステーション!
2014年4月から9月にかけて第1期が、2015年1月から6月にかけて第2期、2016年1月に第3期、2016年5月から9月にかけて第4期が、2017年1月から第5期がそれぞれ千葉テレビ放送で放送の子供番組（当番組も、千葉テレビは制作協力）。当番組では、千葉県内幼稚園などの訪問・各地で行われたアクションショーの様子や、後述する劇場版を15分ずつに区切って放送、同年10月より放送開始予定の『鳳神ヤツルギ4』の放送直前情報（第1期のみ）を中心に放送される。基本的には、ヤツルギの本編ないし再放送がない時期の穴埋めとして放送されている。また、『7』以降は本編も当番組内の枠内作品として扱われている。

#### 『ヤツルギステーション!』内で放送の短編作品
『ヤツルギステーション!』内で、ヤツルギの関連作品（概ね1ヶ月 - 3カ月間の短編）を放送することがあり、以下のとおりである。これらの作品は、GYAO!、ニコニコチャンネルでも配信されている。また、女性戦隊ヒーロー作品については、放送前にDVDが販売される。
- 2015年6月20日 -9月26日：東京都台東区浅草のローカルヒーローである『電撃!!ライデンマル』（でんげき ライデンマル）（第1期）を放送（本編は同年7月4日からの放送で、6月20日・27日はepisode 0を放送）。地元浅草を放送対象地域とするTOKYO MXでも遅れネットで放送。また、放送終了後にYouTubeにて全話が配信された。
- 2016年7月2日 - 9月24日：『電撃!!ライデンマル2』を放送。TwellVでも『ローカルヒーローチャンネル』枠内にて放送。
- 2017年1月7日 - 2月25日：女性5人組による戦隊ヒーロー作品である『忍者特捜ジャスティーウィンド』（にんじゃとくそう ジャスティーウィンド）を放送。
- 2017年3月4日 - 3月25日：地元木更津市の企業とのコラボレーション作品の第1弾（企業PR戦士シリーズ01）として、自動販売機サービス業を営む「ヒラノ商事」とのコラボレーションによる、自動販売機のオペレーターをヒーローにした作品である『自販騎士ヒラノグレート』（ベンダーナイト ヒラノグレート）を放送。
- 2017年4月1日 - 4月29日：『電撃!!ライデンマル』の続編で、舞台を房州（千葉県内）に移した『房州 電撃!!ライデンマル』（ぼうしゅう でんげきライデンマル）を放送。
- 2017年5月6日‐ 5月27日:　女性3人組による戦隊ヒーロー作品である『退魔戦騎トリプルランサー』（たいませんき トリプルランサー）を放送。
- 2017年6月3日 - 6月24日：地元木更津市の企業とのコラボレーション作品の第2弾（企業PR戦士シリーズ02）として、産業廃棄物処理業を営む「黒姫」とのコラボレーションによる、産廃業者をヒーローにした作品である『絶対帰還カエルーン』（ぜったいきかん カエルーン）を放送。
- 2017年7月1日 - 9月30日：野菜の着ぐるみキャラクターを中心とした、子供向けの作品である『もぐもぐ! べじわーるど』を放送。本編は9月23日までの放送で、9月30日は特別編を放送。
- 2019年1月5日 - 『もぐもぐ! べじわーるど2』、『鳳神ヤツルギアクションシーン特集』、再放送の『鳳神ヤツルギ6』を放送。

### 海洋戦士シーセーバー
ヤツルギ10に登場したシーセーバーを主役とする作品。2023年4月1日〜6月17日、テレビ神奈川土曜日9:15にて放送。

## 劇場版

### 鳳神ヤツルギ 木更津超熱戦 燃えあがれヤツルギ魂

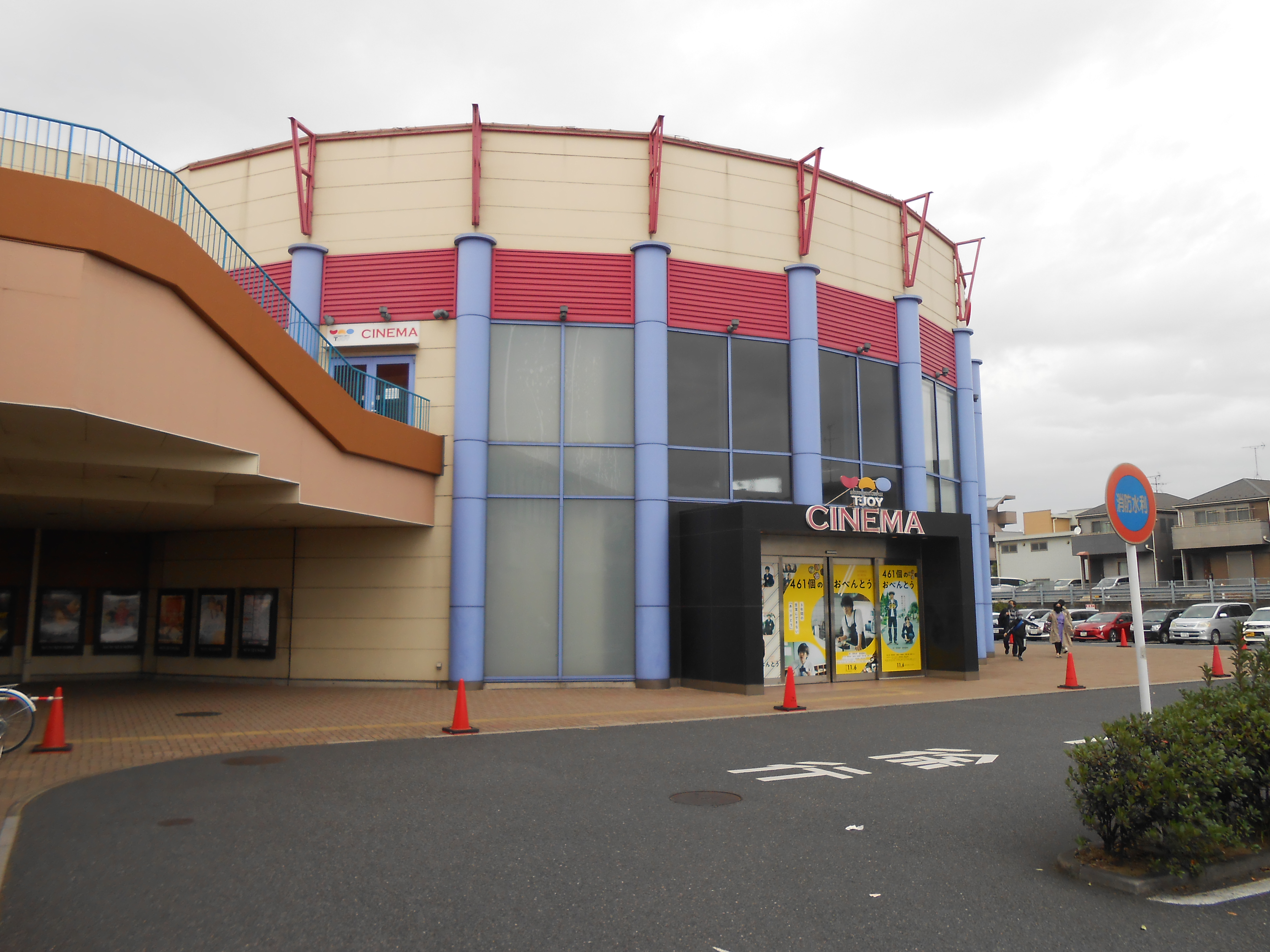
T・ジョイ蘇我

『鳳神ヤツルギ 木更津超熱戦 燃えあがれヤツルギ魂』（ほうじんヤツルギ きさらづちょうねっせん もえあがれヤツルギだましい）は、2014年5月17日にT・ジョイ蘇我全面協力のもと公開された劇場作品。第1シーズンの初代ヤツルギ&キサラと第3シーズンのヤツルギ、県外のご当地ヒーローであるサクライザーと桜牙（『甲州戦記サクライザー』）、イバライガーRとイバガール（『時空戦士イバライガーR』）、スター☆ジャンとタイガ▽ジャン（『横浜見聞伝スター☆ジャン』）が共演する。
あらすじ
あやかしかがみの力によって突如として現れたのは2代目ヤツルギそっくりな闇の戦士・『黒ヤツルギ』。黒ヤツルギと2代目ヤツルギが相対することで世界同士の境界線が壊れ、融合してしまう。
その影響で1つの世界に初代ヤツルギと2代目ヤツルギ、その仲間と敵までもが合流することになってしまい…。

#### ガイオンΣ
『ガイオンΣ』（ガイオン シグマ）は、上記映画の同時上映である哮神ガイオンのスピンオフ作品。

### 日本ローカルヒーロー大決戦
ヤツルギ魂製作、2015年11月14日公開の『日本ローカルヒーロー大決戦』にてメインとして登場。2016年5月7日 - 6月25日に上述の『ヤツルギステーション！』にて8回×15分に分けて放送された。
あらすじ
待ちに待ったローカルヒーロー祭りには全国各地のヒーローたちが集まり、大盛り上がりしていた。
そんな中、ローカルヒーロー祭りへと急ぐ5人の子供たちが立ち入り禁止区域に踏み込み、誤って煉獄天魔王とその部下である四天王の封印を解いてしまう。
いち早く危機を察知した3代目ヤツルギは四天王の魔の手から逃げ遅れた少女、ミコトを救出したが、既にミコトは煉獄天魔王にとりつかれており、ヤツルギにダメージを与えて仮死状態にさせてしまう。
動き出した煉獄天魔王たちは手始めにローカルヒーロー祭りに集まっていたヒーローたちを襲い始め…。

#### キャスト・参加キャラクター
- 『鳳神ヤツルギ』
  - 鳳神ヤツルギ / 大和タケル - 演：花田俊
  - 天神キサラ / 橘マリ - 演：辻彩加
  - 哮神ガイオン / 獅子堂カイト - 演：新田匡章
  - 閃神エルナ / 七海碧生 - 演：藤田薫子
  - ヤジューロウ - 演：冨江洋平
  - ウシオラ - 演：紫水杏奈
  - ジャンクーガ - 演：西間庭惇
  - 大碓マコト - 演：豊島歩
  - 穂積太郎 - 演：矢那居秀樹
  - 天神ミニキサラ / 穂積ヒメ - 演：辻加純
  - 姫龍神ドライザー
  - 銚電神ゴーガッシャー
  - ファンガーク - 演：三溝浩二
  - アクマリン - 演：瀬長奈津実
  - 黒ヤツルギ
  - 煉獄天魔王 - スーツアクター：井上景太
- 『電撃!!ライデンマル』
  - ライデンマル / 浅草キョウ - 演：田中宏輝
  - オウカ / 寿リン - 演：大川成美
  - シップウマル / ロック - 演：北代高士
  - ジャンジャ - 演：山本真嗣
  - クロミラ - 演：阿部桃子
  - 花風ミコト - 演：細淵うらら
  - 子供達 - 演：安藤璃仁、江野澤空斗、鴨田侑奈、嶋野航太郎
  - アキダス（友情出演）
- 『サーモンファイタールイベ』（北海道）
  - サーモンファイタールイベ
- 『スーパーミヤギ人THE王食フードファイヤーBBQ烈怒L』（宮城）
  - スーパーミヤギ人THE王食フードファイヤーBBQ烈怒L - スーツアクター：阿部明人
- 『ダルライザー』（福島）
  - ダルライザー - スーツアクター：和知健明
- 『丞神デナー』（福島）
  - 丞神デナー - スーツアクター：五十嵐敏也
- 『いわき郷土戦士ジャンガラー』（福島）
  - ジャンガラー
- 『時空戦士イバライガー』（茨城）
  - イバライガ―R - スーツアクター：卯都木駿
  - イバライガ―ブラック - スーツアクター：卯都木睦
  - イバガール - スーツアクター：鈴木和歌奈
- 『精霊法士トチノキッド』（栃木）
  - トチノキッド - スーツアクター：福田
- 『雷神ライサマー』（栃木）
  - 雷神ライサマー - スーツアクター：臼井皓樹
  - 水神キヌガ― - スーツアクター：黄建中
- 『超獣甲機カヌマイザー』（栃木）
  - 超獣甲機カヌマイザー - スーツアクター：若松宏昭
- 『風天狗リューマイン』（群馬）
  - 風天狗リューマイン
- 『坂東武人 武蔵』（埼玉）
  - 武蔵 - スーツアクター：長田渉 / 声：藤田秀和
  - サイゾウ - スーツアクター：藤田秀和 / 声：古橋いるな
  - リキマル - スーツアクター：下唐湊洋輔 / 声：長田渉
- 『彩光戦士サイセイバー』（埼玉）
  - 彩光戦士サイセイバー - スーツアクター：阿部二覇
  - アークセイバー - スーツアクター：工藤隼己
- 『家計お助け銭隊! FPレンジャー』（埼玉）
  - FPレッド - スーツアクター：佐山侑平
  - FPブルー - スーツアクター：矢澤正英
  - FPイエロー - スーツアクター：佐田隆
  - FPグリーン - スーツアクター：石井敦子
  - FPピンク - スーツアクター：古澤亜季子
- 『ふるさと戦隊カトレンジャーZ』（千葉）
  - オミレンジャー - スーツアクター：香取教泰
  - サワレンジャー - スーツアクター：増田健治
  - ヤマレンジャー - スーツアクター：平山純子
  - クリレンジャー - スーツアクター：池田勇介
  - チビレンジャーZ1 - スーツアクター：高野春風
  - チビレンジャーZ2 - スーツアクター：須藤葉琥
  - チビレンジャーZ3 - スーツアクター：小澤玲七
- 『宇宙神ゴッドチバダー』（千葉）
  - 宇宙神ゴッドチバダー - スーツアクター：飯田充夫
- 『ハリキリ戦隊ソーサマン』（千葉）
  - ソーサレッド - スーツアクター：伊藤利謹
  - ソーサブルー - スーツアクター：伊藤優志
  - ソーサイエロー - スーツアクター：長谷川憲吾
- 『仮面の守護者ゼロング』（東京）
  - ゼロング - スーツアクター：設楽安男
  - 2号スパーク - スーツアクター：池内克宣
  - 3号ガンマ - スーツアクター：畑瀬邑樹
- 『学装ワセダブライト』（東京）
  - エンジークワセダ - スーツアクター：茂木祐介
  - ブルースワセダ - スーツアクター：宮本真澄
  - パワーセイダー - スーツアクター：武冨勇太
- 『星龍戦士コスモフラッシャー』（東京）
  - 星龍戦士コスモフラッシャー - スーツアクター：加藤べん
- 『新入星アースレイターズ』（東京）
  - リベレイタークリフ - スーツアクター：鬼頭辰吉
  - リベレイターレイク - スーツアクター：平井考樹
  - リベレイターアイル - スーツアクター：疋田ちはる
- 『横浜見聞伝スター☆ジャン』（神奈川）
  - スター☆ジャン / 濱尾学 - 演：関根裕介 / スーツアクター：矢那居秀樹
  - タイガ▽ジャン / 濱尾巡 - 演：内山眞人 / スーツアクター：中井勝信
- 『ミヤマ☆仮面』（神奈川）
  - クワガタ忍者 - スーツアクター：垣原つくし
- 『まなび戦隊オシエルンジャー』（神奈川）
  - オシエレッド - スーツアクター：石橋哲也
  - オシエブルー - スーツアクター：田邉利博
  - オシエグリーン - スーツアクター：ONY
  - オシエイエロー - スーツアクター：おくまん
  - オシエピンク - スーツアクター：小山まりあ
- 『超耕21ガッター』（新潟）
  - 超耕21ガッター - 声：山上亮
- 『甲州戦記サクライザー』（山梨）
  - サクライザー / 桜井けいた - 演：埴原敬太 / スーツアクター：梶哲
  - 桜牙 - スーツアクター：長田寛弥
  - 邪鬼礼威子 - 演：河合礼威子
- 『六文戦士ウェイダー』（長野）
  - 六文戦士ウェイダー - スーツアクター：田村祐貴
- 『未完成ヒーローデブーマスク』（愛知）
  - 未完成ヒーローデブーマスク - スーツアクター：木上洋行
- 『獣神ハンダーFOX』（愛知）
  - 獣神ハンダーFOX - スーツアクター：なかいこういち
- 『球世主ギンダマン』（愛知）
  - ギンダレッド - スーツアクター：久保田拓磨
  - ギンダピンク - スーツアクター：平川夏圭
  - ギンダパープル - スーツアクター：志茂唯
  - ギンダブルー - スーツアクター：矢野千尋
- 『竜宮戦士竜斗』（愛知）
  - 竜宮戦士竜斗 - スーツアクター：御宿正貴
- 『レジェンド オブ ホクト』（京都）
  - レジェンド オブ ホクト - スーツアクター：藤岡康治
- 『太陽光戦士サンライガー』（京都）
  - 太陽光戦士サンライガー - スーツアクター：福田健一
- 『浪速伝説トライオー』（大阪）
  - 浪速伝説トライオー - 声：中村憲晶
- 『播州戦士ソウルダー』（兵庫）
  - 播州戦士ソウルダー - スーツアクター：小池慎輔
- 『光速機動スカイアン』（兵庫）
  - スカイアン - スーツアクター：比嘉優太
- 『仮面戦士ナイスマン』（兵庫）
  - 仮面戦士ナイスマン - スーツアクター：後藤むさし
- 『マスクドDJ雷音』（奈良）
  - マスクドDJ雷音 - スーツアクター：ジョータロー
- 『超鳥人ガイナ』（和歌山）
  - 超鳥人ガイナ - スーツアクター：山本弘樹
- 『神話舞隊カミアリージャー』（島根）
  - スサノオレッド - スーツアクター：吉田昌之
  - エビスブルー - スーツアクター：寺田幸一
  - オオクニイエロー - スーツアクター：吉田靖章
  - スセリピンク - スーツアクター：武田明子
- 『安芸戦士メープルカイザー』（広島）
  - 安芸戦士メープルカイザー - スーツアクター：白鳥健太郎
- 『鳥神ミヤジマックス』（広島）
  - 鳥神ミヤジマックス - スーツアクター：大上馨司憲
- 『蒼竜神マヴェル』（徳島）
  - 蒼竜神マヴェル - スーツアクター：筒井祥仁
- 『石匠庵神レムジア』（香川）
  - レムレッド紅研
- 『ブレイブチーム・ナッカマン』（福岡）
  - ナッカマン・コア - スーツアクター：平山唯
- 『熱風! SG戦士なつレンジャー』（佐賀）
  - なつレンジャー - スーツアクター：夏秋俊男
- 『パワーシティオーイタ』（大分）
  - パワーシティオーイタ - スーツアクター：藤原圭一郎
  - ダークシティオーイタ - スーツアクター：塩田義幸 / 声：清水健二
  - アゲハちゃん - スーツアクター：羽田野勝利
- 『ハルサーエイカー』（沖縄）
  - ハルサー・ハル - スーツアクター：伊禮友希恵
  - サマリタン・チリー - 演：知念臣一郎

### ヒーローズユナイト 結束！ ヤツルギ×トライオー×忍者烈風
2018年2月17日公開の劇場版。「浪速伝説トライオー」と「武蔵忍法伝 忍者烈風」とのコラボレーション作品。
制作はゼスト、L4、ヤツルギ魂の3社からなる「ヒーローズユナイト」製作委員会による。
あらすじ
東京・蒲田でアルバイトをすることになったヤツルギこと大和タケル。大阪のヒーロー・トライオーや、過去の時代の忍者烈風らと力を合わせ、1653年から現代にやってきた鬼一族の王・婆娑羅王（ばさらおう）に立ち向かい、現代と過去それぞれの戦いに挑む。

## スピンオフ作品（DVD）
鳳神ヤツルギ外伝 天神キサラ
天神キサラをメインにしたスピンオフ作品第1弾。第1シリーズ終了から1ヵ月後の木更津に再度ファンガークが現れるというストーリーである。
| 巻数 | 商品番号 | 発売日         |
| ---- | -------- | -------------- |
| 前編 | HJYG-04  | 2011年9月23日  |
| 後編 | HJYG-05  | 2011年10月28日 |
- オープニング曲「戦え！天神キサラ」　作詞・作曲 - 川瀬知香 / 編曲 - 川瀬知香 / 歌 - mint
- エンディング曲「きみに伝えたいストーリー」　作詞・作曲 - 川瀬知香 / 編曲 - 川瀬知香 / 歌 - mint

鳳神ヤツルギ外伝 海底帝国ザブーン
ファンガークとアクマリンをメインにしたスピンオフ作品第2弾。ファンガークが幹部になるまでの過程を示した、前日譚的な内容。
| 巻数               | 商品番号 | 発売日         |
| ------------------ | -------- | -------------- |
| ファンガーク誕生編 | HJYG-06  | 2011年11月25日 |
| ファンガーク激闘編 | HJYG-07  | 2011年12月16日 |
鳳神ヤツルギ外伝 大魚人
ギョジーン兵が巨大怪獣・大魚人と戦う、怪獣特撮映画風スピンオフ。2012年8月15日発売。商品番号YTRD-15。
鳳神ヤツルギ3外伝 哮神ガイオン
哮神ガイオンを主役としたスピンオフ。監督・外山政行。2013年2月15日発売。商品番号HJYG-16。
鳳神ヤツルギ外伝 姫龍神ドライザー
姫龍神ドライザーが主人公の外伝作品。全2話収録。監督・外山政行。2013年5月18日発売。商品番号HJYG-17
- 第1話 昇龍転身!ドライザー爆誕!!
- 第2話 鳳龍共闘!ヒーローの決意!

鳳神ヤツルギ3外伝 閃神エルナ
2013年10月5日に総集編放送。閃神エルナが主人公の外伝作品。全2話収録。監督・外山政行。2013年10月11日発売。商品番号HJYG-20
- episode1 エルナ、起動!
- episode2 新しい仲間

## ラジオ
2014年11月から12月にかけてラジオ番組『ヤツルギラジオステーション〜ヤツラジ！〜』が放送された。ヤツルギ4のラジオドラマと各種情報を放送。
- 放送局 - かずさエフエム
- 放送時間
  - 土曜日　8:30～9:00
  - 月曜日　20:00～20:30（再放送）
- パーソナリティ - 冨江洋平（鳳神ヤツルギ4 ヤジューロウ役）

## その他
- 本編とEDの間に、出演者から子供たちに向けたひとことのコーナーが入っている。また、『4』では当該コーナーに「ヤツルギじゃんけん」が実施された[注釈 6]。
- 宣伝活動の一環として、チバテレの各種番組出演がある。下記はその一例。
  - 2011年3月26日：『熱血BO-SO TV』に、ヤツルギとキサラがスタジオに生出演
  - 2012年2月：『ナイツのHIT商品会議室』のオープニングにヤツルギ・キサラ・ファンガークが出演
  - 2013年12月[注釈 7]：『ええじゃないか。』（三重テレビ放送制作）で木更津市を特集。その際に堀口文宏（あさりど）が八剱八幡神社を訪れ、当番組について紹介された（ただし、当番組はあくまでチバテレのみの放送であるため、三重テレビおよび『ええじゃないか。』をネットしている、チバテレ以外の東名阪ネット6各局やとちぎテレビ、岐阜放送、奈良テレビ放送では放送されていない）。
- 2011年以降、木更津市内で行われるやっさいもっさい（木更津港まつり初日）で、「ヤツルギ連」が結成されている[26][リンク切れ]。同じ木更津を舞台にした木更津キャッツアイのファンによる「木更津キャッツアイ連」同様、ヤツルギファンによる連である。2016年は「ヤツルギ連」としては結成せず、「スパークルZ連」として参加することになった。
- 2011年8月14日には「ヤツルギ祭」が木更津市役所駐車場で行われた。本来は当日木更津港まつり2日目で花火大会が予定されていたが、千葉県各地の花火大会同様に東日本大震災の影響で中止され、その代替イベントとして行われたものである。
- 2012年・2013年と2年連続で、「東京マラソン」のフルマラソンの部にヤツルギが出場し、完走している。
- 龍宮城スパ・ホテル三日月が舞台のアニメ『それが声優!』特別篇でメインキャラがヤツルギショーを見るシーンがある。声などの出演はなし。
- 怪人開発部の黒井津さんにて他の地方で戦うヒーローたちとしてシーズン10のヤツルギ、キサラ、ファンガークが登場。

## ヤツルギ魂関連作品
株式会社ヤツルギ魂が手がけている作品。

### 『電撃!ライデンマル』
浅草を闇武芸一座の魔の手から守るために、未来から忍者のシップウマルことロックとロボットであるコマシチがタイムスリップしてくる。彼らは現代にいる伝説の忍者・ライデンマルを探していた。しかし、ライデンマルに変身したのは気弱で頼りない青年・浅草キョウだった。
電撃!ライデンマル2
闇武芸一座を見事倒したライデンマルと仲間たち。ロックとコマシチに別れを告げ、平穏な浅草で暮らすキョウたちだったが…。
電撃!ライデンマル1,2・オープニング「電撃! ライデンマル」
作詞・作曲 - 川瀬知香 / 歌 - 章吾
三味線 - 野澤松也
電撃!ライデンマル1,2・エンディングテーマ「ライデンサンバ」
作詞・作曲 - アキダス /編曲 - アキダス、塙 一郎 / 歌 - アキダス
「1」最終回のTOKYO MX2放送時では、ED曲が使用されず、本編終了時にスタッフロールが表示された。

#### メインキャラクター（電撃!ライデンマル）
浅草キョウ
浅草で生まれ育った青年。ライデンマルに変身する。気弱で最初は戦うことを躊躇っていたが、浅草を守るために闇武芸一座との戦いに身を投じていく。実は彼も知らない出生に、秘密があり、2にて未来人の息子であることが判明した。
寿リン
キョウの幼馴染でしっかり者。オウカに変身する。料理が下手で卵焼きすら作れない。浅草の街をボランティアでPRしている。
ロック
未来から来た青年。シップウマルに変身する。常にキザな態度だが抜群の戦闘力でキョウたちをサポートする。寝相が悪く、キョウが耳栓をつけても効果がないほどいびきが大きい。
シーズン2においてキョウを庇い、座長の手によって過去の時代に飛ばされてしまうが、実はそこで忍術をその時代の人間に伝承していき、それがライデンマル誕生につながっていたことが明かされた。
蔵前アカリ
IQ300、頭脳明晰の天才小学生。アサガオに変身する。口癖は『大人なんだからしっかりしてください』。メンバーの中では一番のしっかり者で洞察力と頭の回転が速い。
コマガタ―MK7
通称・コマシチ。ロックと共に未来からやってきたロボット。語尾に『コマ』をつけていたが言動プログラムが故障して喧嘩口調と毒舌になってしまった。
パンじい
本名・花屋敷六三郎。キョウたちの師匠にあたるパンダ（？）でいまは失われている忍術の継承者でもある。芸者や女性の水着写真を撮ってはコレクションするほどの女好き。シーズン2において実は過去の時代に飛ばされたロックの子孫だったことが発覚（着ているTシャツの『636』も『ロック（6）さぶろう』(36)を意味している。）
獅子堂カイト（鳳神ヤツルギ4・5）
シーズン1・第3話に登場。浅草でキョウと出会い、パンじいに逢うよう進言した。
大和タケル（鳳神ヤツルギ4・5）
シーズン1・第8話、9話に登場。観光でマリと共に浅草にやってきた。
橘マリ（鳳神ヤツルギ4・5）
シーズン1・第8話、9話に登場。観光でタケルと共に浅草にやってきた。

#### 闇武芸一座
未来からやってきた悪の軍団。浅草の名物を消すことによって人間たちを絶望させようとしている。
ジャンジャ
未来からやってきた幹部。浅草の暗い未来を造り上げようとたくらむが、クロミラには頭が上がらない。過去に座長に救われた恩があり、彼の命なら何でも引き受ける。エピソード0では顔に覆面をしていたが、テレビシリーズでは戦闘形態を除き、素面である。
クロミラ
未来からやってきたジャンジャの妻。戦闘力はそこそこだが頭の回転が速く、作戦を立案する。自分に対して失言したりするとジャンジャに熱々おでんをぶつけることがあるが、夫思いな一面も見せる。
デッチャー
闇武芸一座の戦闘員だが戦闘力はあまりなく、知能も高くない。またバイト制なのか、タイムカードをきって帰宅する一面も。
闇武芸一座・座長
ジャンジャの体を乗っ取りライデンマルに戦いを挑む。だがシーズン1の座長は影武者だったらしく、シーズン2で本当の姿を見せた。

#### キャスト（電撃!ライデンマル）
- 浅草キョウ / ライデンマル - 田中宏輝
- 寿リン / オウカ - 大川成美
- ロック / シップウマル - 北代高士
- 蔵前アカリ / アサガオ - 辻加純
- ジャンジャ - 山本真嗣
- クロミラ - 阿部桃子
- 声の出演 - 石川航 鈴木修平 SATOSHI 紫水杏奈

### 『房州 電撃!!ライデンマル』
闇武芸一座との戦いを終えたパンじいは休暇のため房州に遊びに来ていた。しかし、時を同じくして闇武芸一座のジャンジャも房州にやってきており、良からぬことをたくらんでいた。
房州 電撃!!ライデンマル・オープニングテーマ・「花吹雪ライデンマル」
作詞・作曲:川瀬 知香 / 演奏:Coloured Chicken Makers / 唄：日野 章吾
房州 電撃!!ライデンマル・エンディングテーマ・「房州サンバ」
作詞・作曲 - アキダス /編曲 - アキダス、塙 一郎 / 歌 - アキダス

#### メインキャラクター（房州 電撃!!ライデンマル）
里見 タツヨシ
里見家次男。ライデンマルに変身する。房州タツヨシ弁当というお弁当屋をしており、ふと迷い込んだナンボットを暖かく迎い入れるほど器が大きい。
里見 チハル
里見家長女。オウカに変身する。ゲーム好きで人前が苦手。
里見 ワタル
里見家長男。シップウマルに変身する。自身が開発したナンボットと共に戦う。四兄弟のムードメーカー的存在。里見家リターンズ編では研究のため渡米。シップウマルをロボット化し遠隔操作で戦う。
里見 ウララ
里見家三男。アサガオに変身する。ウララという名前だが男の子。人付き合いが苦手なチハルを外へ引っ張るしっかり者。男なのに女戦士であるアサガオに変身することに疑問を抱いている。
ナンボット
ワタルが働く研究所で造られたロボット。房州の観光大使。大柄な体からは想像できないほどの身体能力の持ち主。
パンじい
浅草のメンバーから旅行のチケットを渡され、房州へとやってきた。シーズン3において初めて人間の姿が登場する。ジャンジャたちが動いていると知り、変身アイテムを四兄弟に託す。

#### BOSO連合
ジャンジャ率いる連合軍。房州を自分たちだけの温泉街にしようとたくらみ、行動を起こす。
ジャンジャ
浅草でライデンマルにやられ、リベンジを誓う。
シロミラ
第2話より登場。ジャンジャを追いかけて房州へとやってきたクロミラの妹。白い髪に青い花飾りをつけている。ジャンジャと自分の愛の温泉街を作ろうと考える。
アオミラ
第3話より登場。こちらもジャンジャを追いかけて房州へとやってきたクロミラの妹。青い髪に椿と思わしき花飾りをつけている。シロミラとは違い、礼儀正しい口調だがどこか毒舌。
ゴンベエ
ジャンジャを兄貴と呼んでいる部下だがストレートにツッコミを入れたりシロミラに抱きしめられている瞬間を撮ったりと、ジャンジャを弄ることもある。
ミツルくん
びわやサザエなど、房州の名物を食べてパワーアップする改造人間。口数が少ないが戦闘力が高く、ライデンマルたちを苦しめる。
謎の男
ジャンジャたちを招待した張本人。房州で悪さを働いているらしいが、テレビ本編でその正体が明かされることはなかった。

#### キャスト（房州 電撃!!ライデンマル）
前作からキャストがジャンジャ以外、一新されている。
- 里見タツヨシ / ライデンマル - 鬼頭辰吉
- 里見チハル / オウカ - 疋田ちはる
- 里見ワタル / シップウマル - 石川航
- 里見ウララ / アサガオ - 細淵うらら
- パンじい (人間態・声)  - 政野屋遊太
- ジャンジャ - 山本真嗣（シーズン1・2より続投）
- シロミラ - 辻彩加
- アオミラ - 山本夢
- ゴンベエ - 矢那居秀樹
- ミツルくん - 渡辺満

### 『房州 電撃!!ライデンマル　深紅の侍ムラサメ編』
平和な街、千葉県房州にまたしてもBOSO連合の魔の手が迫る。立ち向かうのはシップウマルの変身するカズヤ、オウカに変身するユリカ、そしてアサガオに変身するウララの3人。そんな中、パンじいが持っていたシノビテッカーの導きにより、謎の青年・ムラサメが召喚される。彼はシノビテッカーを手にライデンマルへと変身し…。
房州 電撃!!ライデンマル 深紅の侍ムラサメ編・オープニングテーマ・「花吹雪ライデンマル」
作詞・作曲:川瀬 知香 / 演奏:Coloured Chicken Makers / 唄：日野 章吾
房州 電撃!!ライデンマル 深紅の侍ムラサメ編・エンディングテーマ・「房州サンバ」
作詞・作曲 - アキダス /編曲 - アキダス、塙 一郎 / 歌 - アキダス

#### メインキャラクター（房州 電撃!! ライデンマル 深紅の侍ムラサメ編）
ムラサメ
シノビテッカーにより召喚された謎の青年。ライデンマルに変身する。『拙者』、『ござる』など典型的な侍言葉で話す。召喚された際はふんどし一丁の姿だったのでゴンベエから変態扱いされたが、当の本人は事態に気付けていなかった。
生身の体でもBOSO連合を圧倒できるほどの力を持つ。
滝沢カズヤ
シップウマルに変身する青年。お調子者でどこか饒舌。ユリカに好意を抱いている。ウララからはカズヤ兄ちゃんと呼ばれている。
梓ユリカ
オウカに変身する女性。故郷である房州を守るためカズヤと共に修行中。
里見ウララ
アサガオに変身する少年。前作から続投。戦いになれていないカズヤとユリカのサポートをする役を担っている。ムラサメのことは『ござる』と呼んでいる。
クロガネ
ブラックライデンマルに変身する謎の青年。房州を穢すものには容赦はせず、そのやり方をムラサメに批判されている。ムラサメとは過去に因縁があるようで…。
ナンボット
前作から続投。房州を守るためカズヤたちと共に戦う。
パンじい
前作から続投。遠くから戦いを見守っている忍術の継承者。カズヤと共に釣りに出た際、マグロを抱えたミツルくんが釣れた際には驚いていた。
BOSO連合（今作から登場するキャラクターのみ）
西くん
学ランとリーゼントという昭和的なファッションが特徴。ダンスに似た動きで相手を翻弄する。ゴミを適当な場所に捨てていたところをブラックライデンマルに見つかり、ボコボコにされてしまう。
アシハラくん
オネェ口調の男。戦うときには奇声を上げて飛びかかってくる。
ノリコママ
数少ない女性メンバー。戦う姿はまだ明かされていない。
カスミラ
小柄な少女の姿をしているが、シロミラとアオミラの姉。彼女のオーラにはジャンジャでさえも頭が上がらない。

#### キャスト（房州 電撃!!ライデンマル 深紅の侍ムラサメ編）
- ムラサメ / ライデンマル - 井川勇樹
- 滝沢カズヤ / シップウマル - 阿佐美貴士
- 梓ユリカ / オウカ - 渡辺瞳子
- 里見ウララ / アサガオ - 細淵うらら
- クロガネ / ブラックライデンマル - 藍田将太
- パンじい (人間態・声)  - 政野屋遊太
- ジャンジャ - 山本真嗣
- シロミラ - 辻彩加
- アオミラ - 山本夢
- ゴンベエ - 矢那居秀樹
- ミツルくん - 渡辺満
- 西くん - 西間庭惇
- アシハラくん - 芦原由幸
- ノリコママ - 藤岡憲子
- カスミラ - 辻加純

### 『房州 電撃!!ライデンマル　里見家リターンズ編』
ついに本気を出したBOSO連合が、房州の人々を恐怖に陥れようとしていた。絶体絶命の房州とタツヨシたちの前に、新たな仲間が現れる。

#### メインキャラクター（今作から登場するキャラのみ）
里見ハヤテ
里見家四兄弟の従兄。もともとはアメリカで宇宙工学を研究していたが、長男のワタルと入れ替わる形で日本に帰国。ジンライシップウマルとなる。

#### キャスト（房州 電撃!!ライデンマル 里見家リターンズ編）
- 里見タツヨシ / ライデンマル - 鬼頭辰吉
- 里見チハル / オウカ - 疋田ちはる
- 里見ワタル / シップウマル - 石川航
- 里見ウララ / アサガオ - 細淵うらら
- 里見ハヤテ / ジンライシップウマル - 小泉将臣
- ジャンジャ - 山本真嗣
- シロミラ - 辻彩加
- アオミラ - 山本夢
- ゴンベエ - 矢那居秀樹
- ミツルくん - 渡辺満

### 『忍者特捜ジャスティーウィンドー』
ソーゾー界から逃げてきたヴィランズを追って現実界へとやってきたジャスティウィンドーたち。しかしヴィランズの1人、ギャルルーンの罠によりレッドウィンドーである赤羽アカネが異世界へと飛ばされてしまう。ヴィランズたちを逃し、ソーゾー界へ帰る術を失った残りの4人は、偶然出会ったアカネと瓜二つの大学生・日向ヒカリに目をつけるが…。
忍者特捜ジャスティーウィンドー・主題歌「自分探しファイター ARE GO」
作詞・作曲 - 川瀬知香 / 歌 - 空想少女団
ED曲は無く、本編終了時にキャスト・スタッフのテロップが表示された。これは「退魔戦騎トリプルランサー」でも踏襲されている。

#### メインキャラクター（忍者特捜ジャスティーウィンドー）
日向 ヒカリ
現実界に住む、就職活動中の大学生。だが52回連続不採用で自分が何をしたいのか分からず困っている。ひょんなことからレッドウィンドーになり、ヴィランズと戦うことになるのだが…。
赤羽 アカネ
ソーゾー界に住むヒカリと瓜二つのレッドウィンドー。炎の力を操るジャスティーウィンドーのリーダー。ギャルルーンの罠で囚われてしまい、残りのメンバーに新たなレッドを探すようにパワーストーンを託す。
海野 アオイ
ソーゾー界からヴィランズを追ってきたマイティウィンドー。水の力を操る。メンバーの中ではお姉さん的存在。ヒカリを騒動に巻き込むことに反対する。
白銀 ミラ
ソーゾー界からヴィランズを追ってきたホワイトウィンドー。雪の力を操る。特捜忍者兼アイドルで踊りが得意。
青葉 カナミ
ソーゾー界からヴィランズを追ってきたグリーンウィンドー。木の力を操る。人懐っこい性格だがどこかマイペースで、緊急事態にもかかわらずに、どこかへといなくなってしまうことも。
金田 マリコ
ソーゾー界からヴィランズを追ってきたゴールドウィンドー。鋼の力を操る。ぶっきらぼうだが仲間思いで、見た目からは想像できないほどの力強さの持ち主。格闘術に長けている。

#### ヴィランズ
ソーゾー界から自分たちの願いをかなえるために現実界へとやってきた、映画や物語でいうところの悪役。
ギャルルーン
ヴィランズの活動を裏で手助けする謎のヴィラン。現実界に来た理由は『遊びたかったから』らしいが、奥底では何を考えているかわからない。ヴィランズたちに謎のアイテムを渡すこともある。キレると途轍もない力を発揮する。どの番組のヴィランなのかは不明。
神無月
ジャスティーウィンドーと同じ番組のヴィランで、刀を使って戦う女戦士。レッドウィンドーことアカネとも仲が良かったが、ある理由からヴィランズと共に現実界へとやってきた。
デッドロール
格闘技を主題にした番組のヴィラン。本来の番組内では卑怯な戦いをするのを役目としているが、正々堂々誰かと戦ってみたいという願いをかなえるために、ギャルルーンにそそのかされて現実界へとやってきた。
暴走状態のまりあの攻撃を一発ではねのけたマリコに目を付け、彼女と勝負することを望む。
高峰 まりあ
アイドル作品のヴィラン。本来はヒロインをいじめる役割を持つヴィランだが、ソーゾー界で練習を重ねてもステージに上がることのできない損な役回りに嫌気がさし現実界へとやってきた。
ギャルルーンにそそのかされて秘薬を使い、暴走状態になってしまう。
ダークルージュ
魔法少女もの作品のヴィラン。他人を信用せず、友情を否定する役割を持つ女スパイだが、その影響で友達が1人もできず、友達を作るため現実界へとやってきた。電撃がはしるスティックが武器。
常に冷静沈着でクールを装いつつも『友達募集』と書かれたビラを配る際にはオドオドしていた。
魔女王ウイッチ
今作のラスボス。魔女王という名だが、本当は正義のヒーローになりたかったため掟を破り、行方不明となっていた。

#### キャスト（忍者特捜ジャスティーウィンドー）
キャストたちは、変身後のスーツアクトレスも担当。
- 赤羽アカリ、日向ヒカリ（二役）/ レッドウィンドー - 大蔵愛
- 海野アオイ / マイティウィンドー - 木三原さくら
- 白銀ミラ /　ホワイトウィンドー  - 春野恵
- 青葉カナミ / グリーンウィンドー - 一沙羅
- 金田マリコ / ゴールドウィンドー  - 山本夢
- ギャルルーン / 魔女王ウィッチ - 小瀬田麻由
- 神無月 - 大川成美
- デッドロール - 紫水杏奈
- 高峰まりあ - 辻彩加
- ダークルージュ - 足達美咲

### 『自販騎士ヒラノグレート』
自動販売機の設置や管理などを行うヒラノ商事株式会社で働く熱血オペレーター・汐咲リョウマは極悪ライバル会社・ノドカワークス社が売り出す商品から人々を守るため、ヒラノグレートに変身する。
自販騎士ヒラノグレート・主題歌「ヒラノグレート　～3.2.1 GO!!～」
作詞・作曲・歌 - アキダス
EDでも挿入歌として使用され、本編終了時にキャスト・スタッフのクレジットが表示されていた。また第一話ではEDにてヒラノ商事株式会社社長、平野義和氏のメッセージが挿入された。

#### メインキャラクター（自販騎士ヒラノグレート）
汐咲 リョウマ
自動販売機の設置、管理を行うヒラノ商事で働く熱血オペレーター。自販騎士ヒラノグレートに変身する。
自動販売機に強いこだわりを持ち、毎日の清掃と補充を怠らない真面目な性格。妙な飲み物を売ろうとする相手には容赦しない。
大和 タケル（鳳神ヤツルギ4・5）
ヒラノ商事で働くリョウマの先輩。
橘 マリ（鳳神ヤツルギ4・5)
ヒラノ商事の事務員。最終話ではキサラに変身した。
平野 ヨシカズ
ヒラノ商事社長。悪さを企むノドカワークス社の動きをいち早く察知し、リョウマに出動をかける。
穂積 ヒメ・リヒト・クウト
地元の小学校に通う仲良し3人組。リョウマを『リョウマ兄ちゃん』と呼び、慕っている。

#### ノドカワークス社
ヒラノ商事のライバル（？）極悪会社。
ウシオラ
ノドカワークス・木更津社に派遣されたエリート。
ジャンクーガ
こちらもノドカワークス・木更津社に派遣されたエリート。
ディスガード
ウシオラとジャンクーガの度重なる失敗で本社から派遣された統括支部長。

#### キャスト（自販騎士ヒラノグレート）
- 汐咲リョウマ / ヒラノグレート - 今村信也
- 大和タケル - 花田俊
- 橘マリ / キサラ - 辻彩加
- ウシオラ - 紫水杏奈
- ジャンクーガ - 西間庭惇
- 平野ヨシカズ - 雅生
- 穂積ヒメ - 辻加純
- リヒト - 安藤璃仁
- クウト - 江野澤空斗

### 『退魔戦騎トリプルランサー』
イエローランサーと地底帝国アングラーの女戦士・シャスピアの戦いに遭遇した剣崎美空は、窮地のイエローランサーを助けようとしてレッドランサーとして覚醒しシャスピアを撃退する。
これまでイエローランサーとして一人戦ってきた玉梓地奈津、そして彼女をサポートするロボット・ラヴィーとともに戦うことを決意する美空。だが、アングラーはシャスピアだけでなく、斧使いのベアックスなど強力な敵を地上に送りこむ。
退魔戦騎トリプルランサー・主題歌 「TRINITY」
作詞・三井康弘 / 作曲・矢吹嘉隆 / 編曲・奇道ぱーぷる /歌 - 涼森ゆき

#### メインキャラクター（退魔戦騎トリプルランサー）
剣崎 美空
ひょんなことから地奈津とシャスピアとの戦いに巻き込まれ、空の戦騎・レッドランサーへと覚醒。アングラーとの戦いに身を投じていく。
玉梓地 奈津
アングラーと戦っていたイエローランサー。トリプルランサーと呼ばれる3人の戦騎のうち、残りの2人を探している。
加賀美 優海 / シャスピア
元は地底帝国の女戦士・シャスピアだったが、ブルーランサーとして覚醒。改心し、ともに戦うことを誓う。
サポートロボット・ラヴィー
地奈津と共に行動しているサポートロボット。アングラーの邪悪な気配を感知することができる。

#### キャスト（退魔戦騎トリプルランサー）
- 剣崎美空 / レッドランサー - maica
- 玉梓地奈津 / イエローランサー - 宮城乃奈実
- 加賀美優海 / シャスピア / ブルーランサー - 福原椎菜
- ウルブレード (人間態・声)  - 武田知大
- ベアアックス(人間態・声)  - ユー・ジソン（URs)
- ラヴィー - 中江恭子

### 『絶対帰還カエルーン』
高梨アキラは学校の宿題で『お父さんの仕事について』という作文を書くことになり悩んでいた。父・タケトの仕事が原因で毎日のようにクラスメイトからからかわれていたからだ。
学校からの帰り、ひょんなことから父が務める『株式会社黒姫』に行くことになったアキラはそこで、黒姫の土地を狙う『ポーカー不動産』の襲撃に巻き込まれてしまう。黒姫の初代ヒーローであるドライザーが苦戦する中、雨とカエルの鳴き声と共に現れたのは、黄色のマフラーをなびかせる水の戦士。タケトが変身した、絶対帰還カエルーンだった。
絶対帰還カエルーン・オープニングテーマ・「絶対帰還カエルーン」
作詞・作曲 - アキダス /編曲 - アキダス、塙 一郎 / 歌 - アキダス
『2』最終回のエンディングテロップでは『レッツゴー　カエルーン』と表示されていた。
絶対帰還カエルーン・エンディングテーマ・「ジャンピン」
作詞・作曲 - アキダス /編曲 - アキダス、塙 一郎 / 歌 - アキダス
『1』ではエンディング映像ではダンスではなく、黒姫の作業風景が流されていた。『2』では他作品と同じくダンス映像になっている。また、最終回では劇中でED曲とスタッフロールが流された。これらはヤツルギ魂作品では珍しいことである。

#### メインキャラクター（絶対帰還カエルーン）
高梨 タケト / 絶対帰還カエルーン
株式会社黒姫の社員でカエルーンに変身する。真面目で勇敢な性格で息子のアキラと二人暮らし。
高梨 アキラ
タケトの息子。父の仕事について毎日のようにクラスメイトからからかわれている。ある日、宿題で『お父さんの仕事について』という作文を書くことになり…。
水卜 リンコ
黒姫の事務員。タケト想いを寄せているものの空回りしている。
一之瀬 ミカ
アキラの学校の英語教師。『ミカコング』と呼ばれている。
石原 マコト / ジョーカー
黒姫を狙うポーカー不動産・千葉支社社長。最強の敵、ジョーカーとしてカエルーンの前に立ちふさがる。目的のためならば手段を選ばない。
石原 ケンジ
マコトの息子。自分の父とアキラの父を比較し、毎日からかっている。
ファンガーク
黒姫に出入りする何でも屋さん。昼食の時間にはお手製のジュースを配りにやってくる。人情に熱い性格で子供想い。
姫龍神ドライザー
ヤツルギにも登場した、黒姫の初代ヒーロー。カエルーンと共にポーカー社との戦い身を投じていく。

#### ポーカー不動産
黒姫の土地を狙うライバル会社。
ジョーカー
ポーカー工業から派遣された刺客。マコトが変身し、カエルーンとドライザーを1人で追い詰めるほどの戦闘力を持っている。左胸には小型爆弾が仕掛けられている。

#### キャスト（絶対帰還カエルーン）
- 高梨タケト / カエルーン - 渡辺裕也
- 高梨アキラ - 江野澤空斗
- 水卜リンコ - 大川成美
- 一之瀬ミカ - 大蔵愛
- 石原マコト / ジョーカー - 飯澤慎
- 石原ケンジ - 安堂璃仁
- ファンガーク - 三溝浩二
- クレームをいう女性 - 紫水杏奈(友情出演)（2話）
- 渡辺社長 - 渡辺明彦

### 『もぐもぐ！べじわーるど』
食育をテーマとした野菜たちが歌って踊るミュージカル子供番組。
野菜のことを詳しく知らない田畑ミノルと子供たちの前に現れたのは『べじわーるど』という世界からやってきた野菜の妖精たちだった。
もぐもぐ！べじわーるど・オープニングテーマ・「好き嫌い」
作詞・作曲 - 新垣優 、安島正樹 / 編曲 - アキダス、塙 一郎
もぐもぐ！べじわーるど・エンディングテーマ・「もぐもぐ体操」
作詞 - 涼森ゆき / 作曲 - 大川さくら / 編曲 - 寄道ぱーぷる

#### メインキャラクター（もぐもぐ！べじわーるど）
田畑 ミノル
トマ太郎の友達。最初は野菜について詳しくなかったが、トマ太郎たちとの出会いで少しずつ成長していく。
トマ太郎
べじわーるどから来たトマトの妖精。正義感が強い。
キャロちゃん
おてんばなニンジンの妖精。小さいけれど元気いっぱい。
ピー太
ピーマンの妖精。おとなしくて気弱な性格。
ナスミン
なすびの妖精。まじめでしっかり者のお姉さん。
ジャガ兵衛
ジャガイモの妖精。のんびり屋さんだが力持ち。
カスミちゃん
『もぐもぐ！べじわーるど　とくべつばん』から登場する女の子。

#### ニガインワールド
トマ太郎たちと対立する野菜嫌いの王国。
ニガイン王子
ニガインワールドの王子。自称・どこからどうみてもかっこいい王子。
ワル・ダクミー
王子の秘書でカワイイ担当。悪だくみをするのが大好き。踊りが上手。
ダメドス
ニガインワールドから来た怪獣。語尾に『ドス』をつける。頭の先から『きらいきらい光線』を放ち、受けた者は野菜嫌いになってしまう。

#### キャスト（もぐもぐ！べじわーるど）
- 田畑ミノル - 河野伸之介
- ニガイン王子 - 愛下哲平
- ワル・ダクミー - 操みさこ
- カスミちゃん - 辻加純
- トマ太郎の声 / ピー太の声 - 落合真美
- キャロちゃんの声 / ナスミンの声 - 櫻澤愛海
- ジャガ兵衛の声 /ダメドスの声 /タマネの声　- 百海咲希

### 『救命戦士シェルブレイブ』
静岡県浜松市にある浜松湖に封印されていた四魔神が復活してしまった。彼らは煉獄天魔王復活をもくろみ、浜松市に災害を引き起こしている。
そんな魔神たちと戦うのは民間災害対策救急隊・シェルタージャパンのメンバー、天竜マモルと妹のミカン。彼らは伝説のラッパとフルートを吹き鳴らし、天竜の一族の使命、そしてシェルタージャパンの戦士として戦いを挑む。
2018年1月6日 - 1月27日に第1弾、2018年7月7日 - 8月25日に第2弾が千葉テレビで放送。
救命戦士シェルブレイブ・オープニングテーマ・「Dreamer」
作詞・作曲 - アキダス /編曲 - アキダス、塙 一郎 / 歌 - アキダス
救命戦士シェルブレイブ・エンディングテーマ・「愛 愛 愛 愛」
作詞・作曲 - アキダス /編曲 - アキダス、塙 一郎 / 歌 - アキダス

#### メインキャラクター（救命戦士シェルブレイブ）
天竜マモル
民間災害対策救急隊・シェルタージャパンのメンバーで、煉獄天魔王たちを封印した天竜一族の子孫。伝説のラッパを吹き鳴らし、命の使者・シェルブレイブに変身する。攻撃と防御を兼ね備えたブレイブシールドが武器。人々が避難訓練を忘れてしまうくらい平和な日々が続けばいいと望んでいる。
天竜ミカン
民間災害対策救急隊・シェルタージャパンのメンバーでマモルの妹。フルートを吹き鳴らし、祈りの使者・シェルプレアーに変身する。ヒーリングケアという力でケガを治すこともできる。兄とともに防災訓練を催すが、誰も来ない防災訓練をやることに対し疑問を抱いたこともある。
タダカツ
命を守る鋼の城。シェルタージャパンが作り上げた災害救助用のロボット。心優しい性格で常にマモル、ミカンと行動している。
糸魚川サトシ
地元の議員。尊大な態度でマモルやミカン、シェルタージャパンを見下しており、2話では津波が発生したのにもかかわらず見に行こうとするなど軽率な行動をとっていたが、3話でシェルブレイブに助けられたことを機に防災についてしっかりと考えるようになった。

#### メインキャスト（救命戦士シェルブレイブ）
- 天竜マモル / シェルブレイブ - 橋本真一
- 天竜ミカン / シェルプレアー - 永友春奈
- 糸魚川サトシ - 矢那居秀樹
- 声の出演 - 石川航、落合真美

## 特撮Boyz
歌とダンスで世界を救う 特撮ヒーロー×アイドルユニット！として結成、ヤツルギ9,10の主題歌などを歌う。ヤツルギステーションにてドキュメントや主演ドラマ『特Be-ambitious』などを放送。